# 環境正義

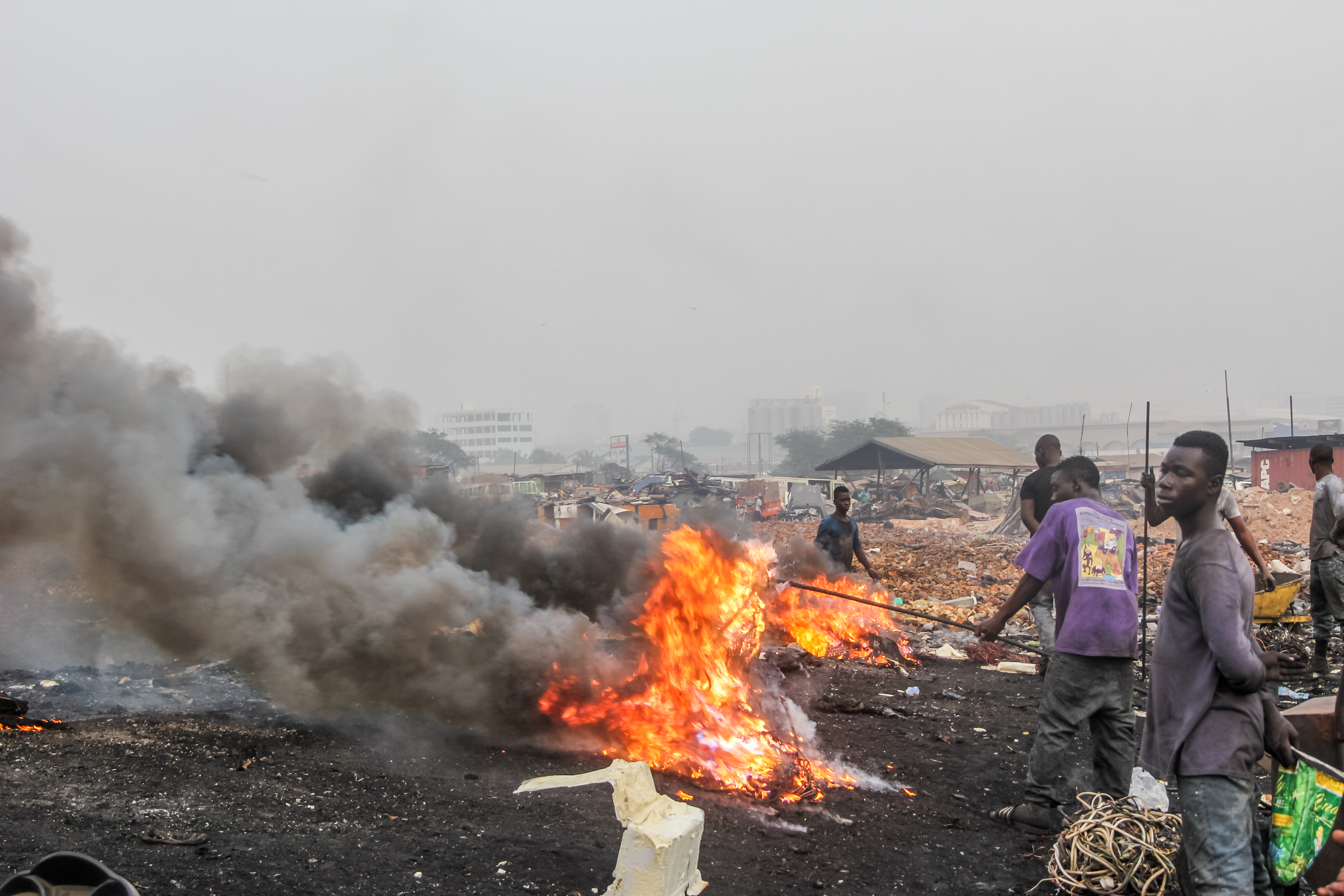
ガーナのアクラ近くにある世界最大の電子機器廃棄物処理場であるアグボグブロシーで、富裕国から大量に輸出された廃棄物から有価金属を回収するためプラスチックなど廃棄物の可燃部を大量に焼却している。これにより従事者とその地元のコミュニティが大量の有毒な煙にさらされ大気汚染さえ生じている。富裕国のための廃棄物処理による典型的な環境不正義である。

環境正義（かんきょうせいぎ、英：Environmental justice）とは、人種や国籍、所得などにかかわらず、すべての人々が公正に扱われ、安全で健康的な環境で暮らすことを主張する社会運動である。環境正義は特に、貧困層や社会の隅に追いやられている人々が、有害廃棄物・資源採掘・その他土地利用によって、何ら恩恵がないのに一方的に被害を被るという不正義に取り組む 。この運動により環境的被害に不公平に曝露させられている何百もの事例が報告されている。この記事ではそのような状態・事例を環境不正義（英：Environmental injustice）と呼ぶ。
環境正義運動は、有害廃棄物処理・資源採掘・土地の収奪・その他に関連する環境差別に対処しようとするものであり、環境差別は、土地に根ざした伝統や経済の喪失、武力による暴力（特に女性や先住民に対するもの）、環境破壊および環境紛争を引き起こしている。

## 概要
環境正義は環境問題と社会的な正義が結びついた概念で、以下のような要素を含む。
- 配分的正義：環境リスクや利益を公平に分配すること
- 手続き的正義：意思決定のプロセスに平等に参加すること
- 承認的正義：抑圧や差別を認めて是正すること
- 能力的正義：社会的な資源を活用して共同体を発展させること

環境正義運動は、貧困層やマイノリティなどの社会的弱者が、有害廃棄物や資源採掘などの土地利用による環境被害や自然災害を特に受けやすいという「環境人種差別」に対抗する形で、1980年代の米国で始まった。そのゴールは彼ら社会的弱者が、自らの生活に影響を与えるような環境に関する意思決定に関わる主体性を獲得することである。その後、国際的な環境不正義・社会の隅に追いやられた集団内での不平等・LGBTQの人々に対する不平等といった問題も扱われるようになった。そのためこの運動は先住民地権や、健全な環境への権利の運動とも重なっている。
この運動は当初は米国内問題として扱われていたが、やがて国際的な問題として認識されるようになった。グローバルな環境正義運動は各地域ごとの闘争から生じており、しばしばその地域の環境擁護者が多国籍企業と直接対決する。環境ダンピング（環境投棄）は環境不正義の一つで、富裕国からグローバルサウスなど貧困国への、環境破壊的産業の移転や廃棄物不正輸出に伴う環境破壊を述べる文脈で主に使われる用語である。バーゼル条約やロッテルダム条約などの国際的な廃棄物管理の枠組みが整備されてきたものの、実態は一見合法的な廃棄物輸出でも多くが関連国際法やその監視体制の不備などにより違法に行われている環境ダンピングである。これに対抗するため環境正義運動はより国際的・全世界的なものとなり、その目的の一部は国連によっても表明されている。
世界的な環境正義運動は、しばしば多国籍企業や政府と、資源採掘やその他の産業を巡って環境擁護者たちが対峙する地域的な環境紛争から生じ、それら紛争の結果は国境を越えた環境正義ネットワークによっていっそう左右されるようになっている。

## 環境正義の起源
環境不正義の痕跡は、記録に残されていない何千年もの歴史にわたって存在している。たとえば米国先住民は数世紀にわたり、侵略者によるジェノサイド的環境破壊を経験してきた。環境正義運動の起源は先住民族環境運動にまで遡ることができ、これは何百年もの間、追放と同化に抗して主権と土地権利のために闘ってきた先住民族の闘争である。たとえばディネ族にとって神聖な土地でありナバホ国の一部であるチャコ文化国立歴史公園はかつてウラン鉱の採掘の中心地であり、化学燃料採掘のホットスポットでもあった。現在では鉱山は閉鎖されているものの、周囲の先住民コミュニティに依然として悪影響を及ぼしており、住民はコミュニティ保護のために継続して訴え続けている。世界の陸地の22％を占めるさまざまな先住民族の領土には、世界に残存している生物多様性の約80％が存在している。その点からも環境正義運動では、先住民の権利や知恵を尊重し彼らと連帯することも重要な課題である。 
「環境正義」および「環境人種差別（環境レイシズム）」という用語が一般に使用されるようになったのは、1979年にテキサス州で、次いで1982年にノースカロライナ州で環境正義に関する訴訟が初めて起こされたことがきっかけである。1979年の訴訟「Bean対サウスウェスタン廃棄物管理会社事件」は、ゴミ集積場をヒューストン東部ノースウッド・マナーに設置するという決定に対するものであった。この決定が人種的動機に基づいていると主張され、「環境正義の父」として知られているR・ブラーが1970年から1979年の間にヒューストン市内に存在した「すべての埋立地、焼却施設および固形廃棄物処理地」についてのデータを収集するよう依頼された。訴訟自体は敗訴に終わったがブラーの調査結果は1983年の連邦報告書で確認され、環境正義という立法用語の法的先例となった。

### ノースカロライナ州ウォーレン郡での環境正義運動の始まり

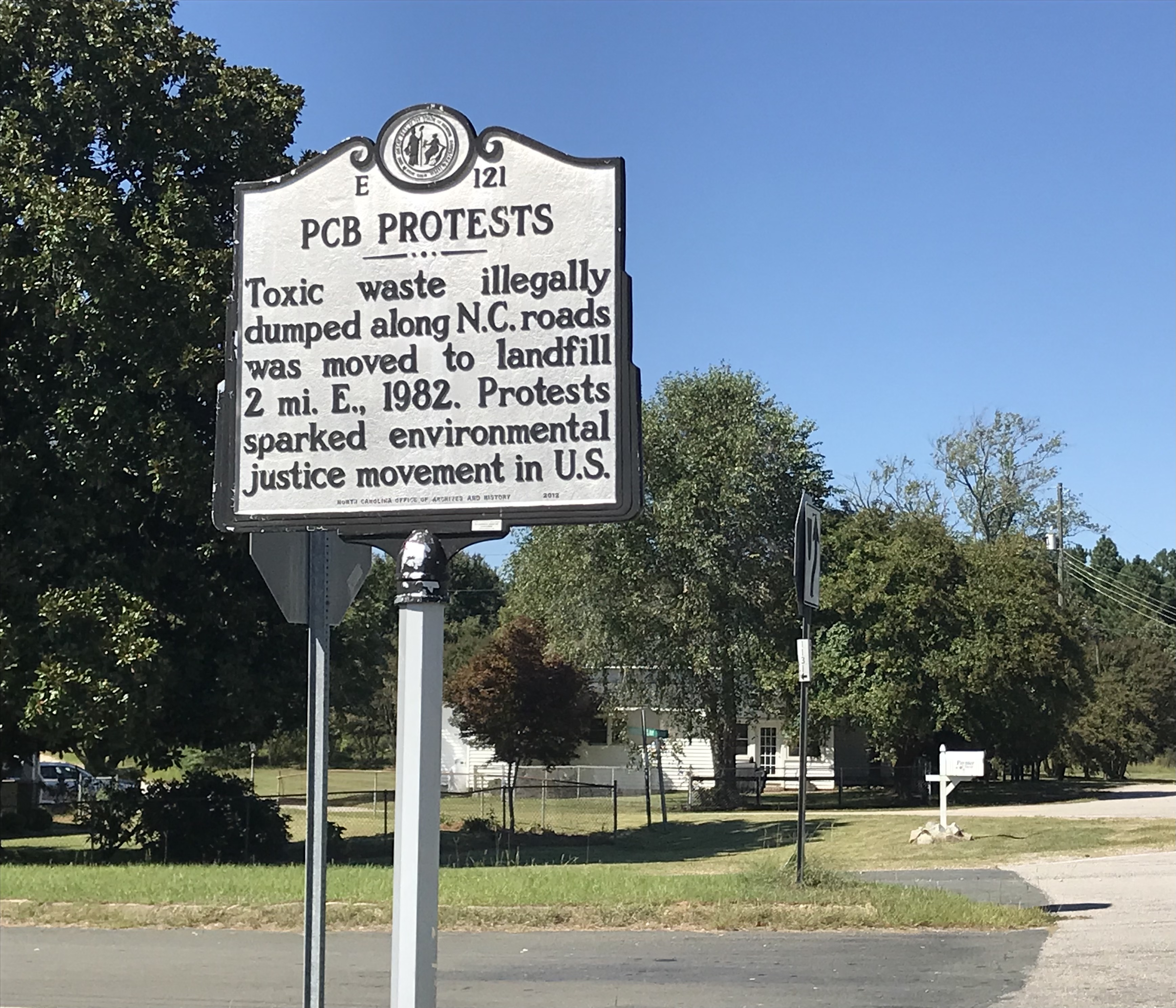
1982年のノースカロライナ州PCB埋立地抗議を記念するアフトンの道路標識

環境正義運動の多くの思想・言語・戦略は、1978年末ノースカロライナ州ウォーレン郡アフトンの人口が少ない田舎地域で形作られた。これは1978年12月21日州知事政権が「ウォーレン郡の私有地購入計画は世論で左右されることはない」と突然宣言したことに端を発する。その前年夏に14の郡およびフォート・ブラッグ陸軍基地に沿った約270マイルの道路脇にまき散らされたポリ塩化ビフェニル（PCB）汚染土壌を無害化せずに埋める計画であった。ウォーレン郡は1980年時点で一人当たり年収約5,000ドルという州内で最も貧しい郡であり、主に黒人住民が住むアフトンが埋立候補地となった。これに住民は激怒しわずか5日後の12月26日には約150人からなる多人種の連合体「PCBに関心を持つウォーレン郡市民（WCCC）」として公式に団結した。1982年ウォーレン郡住民はその埋立に対する抗議行動（1982年PCB抗議）を6週間にわたり行い500人以上が逮捕された。
ウォーレン郡での抗議が市民によって主導されたことは、その後の環境正義を掲げる草の根団体や現代の運動の基盤となった。キリスト連合教会（UCC）の人種正義委員会に所属していたベンジャミン・チャビス牧師は、ウォーレン郡の抗議に派遣され非暴力抗議への参加により逮捕された500人のうちの一人である。彼と同様にUCCに所属していたレオン・ホワイト牧師の関与も、より多くの運動と意識喚起の基盤となった。1986年、チャビスは画期的な全国調査「米国における有害廃棄物と人種」を実施・出版し、米国全土における人種と有害廃棄物の場所との相関関係を統計的に明らかにした。彼は後に『ニューヨーカー』誌の記事「ノースカロライナで環境的人種差別と闘う」で、「ウォーレン郡は注目を集めたものの、1980年代では差別があると言うだけでは不足で（統計的）証拠を示さなければならなかった」と述懐している。
ウォーレン郡での抗議に応じて、無制御な有害廃棄物処理場や商業由来有害廃棄物施設に曝露される住民の人口統計を調べる2つの断面的研究が実施された。UCC人種正義委員会は米国における有害廃棄物処理施設の設置状況を調査し、その設置場所に最もよく当てはまる要因は居住人種であることを明確にした。これらの研究は、貧困でおおむね黒人の地域における有害廃棄物処理に対する広範な異議申し立てや訴訟へとつながり 、それまでの主流の環境運動は白人富裕層が指導層を占め、自然保護は重視しても社会的平等の問題は無視してきたとして批判されるようになった。
社会科学者らによる「マイノリティ人種と低所得層は一般市民よりも高い環境リスクを負っており、米国環境保護庁（EPA）はこれらコミュニティを十分に保護していない」という追加調査結果を受け、EPAは1990年「環境的公平性作業グループ（EEWG）」を設置し、1992年には『環境的公平性：すべてのコミュニティのリスク軽減』を発行し、有色人種コミュニティに対する環境リスクの体系的分析を初めて行った。1993年には「国家環境正義諮問評議会（NEJAC）」を設立し、1994年には平等と正義の違いに対する世論の批判を受け、同庁の部局名を「環境正義局（Office of Environmental Justice）」に改称した。同年ビル・クリントン大統領は行政命令12898号を発し、少数民族および低所得層の環境正義に対処することを目的として「環境正義に関する省庁間作業部会」を創設した。デイヴィッド・ペローは、この行政命令が「EPAを中心とする米国の環境正義規制の礎である」と述べている。

### 全世界的な運動への発展
1970年代から1980年代を通じて、草の根運動や環境団体は有害廃棄物処理のコストを引き上げる規制を求めたが、結果として1980年代から1990年代にかけて、工業国からグローバルサウスへの有害廃棄物輸出が急増した。有害廃棄物の投棄・土地収奪・資源採掘といった地球規模の環境不正義は、環境正義運動の全世界化を促した。
1991年にワシントンD.C.で開催された「第一回有色人種環境リーダーシップ全国サミット」では、環境正義が国際的な主題として取り上げられた。この4日間のサミットはUCC人種正義委員会が主催し参加者数は約1,100名に上った。代表者は全米50州に加えプエルトリコ・ブラジル・チリ・メキシコ・ガーナ・リベリア・ナイジェリア・マーシャル諸島からも集まった。当初の環境正義運動は、富裕国の中での不遇な人種が直面する有毒な危険や不正義に対処することに重点を置いていた。しかしこのサミットにより環境正義運動の対象は反毒物中心であった従来の枠を超え、公衆衛生・労働者の安全・土地利用・交通・住宅・資源配分・コミュニティの権限強化といった課題へ広がった。ここで採択された以下の「環境正義原則」は1992年のリオ地球サミットで配布され「環境と開発に関するリオ宣言」にも類似性が見られる。第11条では米国の先住民について述べられているが、その精神は世界中どこでも共通である。（世界各国の環境不正義と環境紛争＞オーストラリア・カナダ・中米・南米を参照）
1) 環境正義は、母なる地球の神聖性、生態系の統一性とすべての種の相互依存性、そして生態系が破壊から免れる権利を断言する。 
2) 環境正義は、公共政策がすべての人々に対する相互の尊重と正義に基づき、いかなる形でも差別や偏見がないものであることを求める。 
3) 環境正義は、人間および他の生き物にとって持続可能な地球のため、土地および再生可能資源を使用する権利は、倫理的でバランスが取れ責任あるものでなければならないとする。 
4) 環境正義は、清浄な空気・大地・水・食料への基本的な権利を脅かす、核実験・資源採掘・有毒/有害廃棄物の廃棄や毒物からの普遍的保護を求める。 
5) 環境正義は、政治的・経済的・文化的・環境的な自己決定権はすべての人々の基本的権利であると断言する。 
6) 環境正義は、すべての毒物・有害廃棄物・放射性物質の生産を停止し、それらの過去および現在の全ての生産者に、生産での無害化および封じ込めの厳格な責任があることを求める。 
7) 環境正義は、ニーズ評価・計画・実施・執行・評価の全ての意思決定の段階において、対等なパートナーとして参加する権利を求める。 
8) 環境正義は、すべての労働者が、不安全な勤務か失業かを強いられることなく、安全で健康的な職場環境にいる権利を求め、また在宅勤務者も環境的な被害を被らない権利を求める。 
9) 環境正義は、環境不正義の被害者が被害に対する十分な補償と賠償、ならびに質の高い医療を受ける権利を保護する。 
10) 環境正義は、政府による環境不正義の行為を、国際法・人権に関する世界宣言・および国連ジェノサイド条約の違反とみなす。 
11) 環境正義は、条約・協定・盟約を通じた米国先住民族と米国政府の間の特別な法的かつ自然な関係性を認識し、その主権および自己決定権の誓約を断言する。 
12) 環境正義は、すべての地域社会の文化的統合性を尊重しつつ、自然と調和した再生・再建を目指す都市および農村の生態政策の必要性を断言し、すべての人々があらゆる資源へ公正なアクセスを与えられることを求める。 
13) 環境正義は、インフォームド・コンセントの原則を厳格に適用し、有色人種に対する実験的な生殖/医療手順とワクチン接種の試験の廃絶を求める。 
14) 環境正義は、多国籍企業による破壊的事業活動に反対する。 
15) 環境正義は、軍事占領、抑圧、土地・人々・文化および他の生命体の搾取に反対する。 
16) 環境正義は、われわれの経験と多様な文化的視点への理解に基づく、現在および将来の世代に対する社会的および環境的問題を強調する教育を求める。 

17) 環境正義は、われわれ個々人が、母なる地球の資源の消費と廃棄物の排出を最小限にするための、個人的および消費者選択を行うことを求め、現在および将来世代の自然界の健康を確保するため、意識的にライフスタイルを見直し優先順位を変える決断を下すことを求める。

### 気候正義運動への発展
環境正義原則採択10年後の2002年夏、CorpWatch・世界熱帯雨林運動（World Rainforest Movement）・地球の友インターナショナル（Friends of the Earth International）・第三世界ネットワーク（the Third World Network）・先住民族環境ネットワーク（the Indigenous Environmental Network）などのNGOの連合体が集まりその年の地球サミット（リオ+10）の最終交渉準備を行い、気候正義の概念を打ち立てんとし「気候正義のバリ原則」と呼ばれる27項目の行動指針を策定した。2021年、第三世界ネットワークのプログラム責任者であるミーナ・ラマンは、この文書は「環境正義の概念に大きく影響され、特に米国での運動からの貢献が大きく、誰が環境汚染の被害者となるかを決定づける上で、経済的不平等・民族・地政がその要因であることを認識していた」と述懐した。

## 環境不正義の形態

### 環境人種差別（環境レイシズム）
米国では人種が環境不正義の最大の決定要因である。他国でも貧困やカースト制度（インド）が決定要因となっている。部族への所属も一部の国では重要である。白人至上主義は依然として存在し環境人種差別の根源となっている。環境正義の研究者ローラ・プリドとデイヴィッド・ペローは、環境人種差別を人種的資本主義の根深い遺産に起因する要素として認識することが重要であるとしている。
環境人種差別は人種・階級・環境要因に根差した制度的差別の一形態で、世界中のコミュニティに影響を与える広範かつ複雑な問題であり、その核心は被差別人種が汚染・有害廃棄物・その他の環境的危険に不平等に多くさらされているという現実である。環境人種差別には長く憂慮すべき歴史がありその例は20世紀初頭までさかのぼる。例えば米国でかつて行われていた「レッドライニング（住宅ローン・保険の差別的拒否）」の慣行は、有色人種コミュニティが高い汚染と環境リスクを抱える地域に住むことを余儀なくさせる背景となっている。有色人種コミュニティはしばしば工業施設・廃棄物処理場・その他汚染源の近くに位置しており、喘息・がん・その他の疾病の発症率を高めその地域社会の健康と福祉に深刻な被害を与える。
環境人種差別への対処には、それを持続させる社会的・経済的・政治的要因への多面的な取り組みが必要である。Lowcountry Alliance for Model Communities（LAMC）は、サウスカロライナ州ノースチャールストンの社会の淵に追いやられた地域を力づけることで環境人種差別と闘っており、地域主導の調査と協働による問題解決によって格差是正策を見出している。
ラテンアメリカなどの環境正義の研究者たちは、この問題に脱植民地化の視点から取り組むことを提唱している。すなわち環境人種差別が先進侵略国による植民地的プロジェクトから発し、現在も植民地的力学をそのまま振り回しているという視点である。
環境正義へのマイノリティの参加を妨げる大きな障壁の一つは莫大な法的費用である。例えば英国では、原告が相手方の費用を負担しなければならない可能性があるという規則がある。また環境正義の団体が企業の汚染や違反に対して責任を問う唯一の手段は、規制を執行しなかった政府を訴えることであるが、これに係る法的費用はほとんどの人が負担できないような高額に昇る。このことは2005～2009年の間に行われた210件の司法審査請求のうち、56%が費用が理由で継続されなかったという事実からも確認できる。

### ジェンダーと環境不正義
米国環境保護庁（EPA）の環境不正義の定義にはジェンダーが含まれておらず、人種・肌の色・出身国・所得に関する問題として記されている。統治機関におけるジェンダーの不平等はその機関での意思決定内容に影響を及ぼすとされており、その結果国レベルでの法制度や環境正義に関する議論では、性別やジェンダーの要因はしばしば考慮されない。
LGBT+コミュニティはさまざまな形で環境不正義を経験している。たとえばLGBT+の人々は差別・住宅の機会からの排除・家賃の高騰などを経験することがあり、結果として住宅環境が劣悪となり大気汚染のリスクなどの問題を被る。たとえばある研究では、同性カップルが多く居住する地域は有害な大気汚染物質への曝露が高く、呼吸器系疾患のリスクが9.8〜13.3%高かった。またLGBT+コミュニティは自然災害後の支援が不足することもある。米国ではLGBT+コミュニティは他の集団と比べてホームレスになるリスクが120%高く、ホームレスの若者の40%がLGBT+であるとされている。すなわちそれだけ多くのLGBT+の人々が自然災害の最前線にさらされる。

### 環境不正義被害コミュニティの環境汚染暴露
環境汚染源施設はしばしば低所得者コミュニティ近くに建設される。調査によれば、有害廃棄物施設から3キロ以内に住んでいる人々の半数以上が貧困層であった。化学物質汚染・大気汚染・汚染水源に不平等にさらされている環境不正義被害コミュニティは、全体的に健康状態が悪化しうる。また貧困は、農業や産業で使用される化学物質への曝露を増加させる要因であり、労働者が職場を離れた後も、身体に付着した化学物質を家庭に持ち帰ることで、子供を含む家族まで暴露させうる。こうした子どもたちは、母親の胎内での曝露から始まり、生涯にわたって高いレベルの汚染物質に晒されうることで、成人後も呼吸器疾患・消化器系疾患・精神疾患などを被るリスクが高くなっている。

### 産業の途上国移転
たとえば衣類の生産の95%は低・中所得国で行われており、ファストファッションの生産現場は、不十分な換気により合成粒子や綿埃を吸入する危険のある職業であることがある。衣類の染色からの未処理の廃水が住民や家畜が使用する水系に流入すると、その水系周辺コミュニティが汚染される。（世界各国の環境不正義と環境紛争＞バングラデシュを参照）

### 有害廃棄物貿易
米国などの先進国で環境正義団体が成功を収めるようになるにつれ、グローバルな生産活動の負担は、規制が緩いため廃棄コストの安いグローバルサウスへと移されていき、米国からの有害廃棄物の輸出は1980年代から1990年代にかけて拡大した。多くのグローバルサウス国はこれら有害廃棄物を適切に処理するための制度もインフラも整っておらず、被害を被るコミュニティも自分たちが直面する危険について知らされない。
「キアン・シー号」廃棄物事件は、有害廃棄物の輸出入に起因する環境不正義の顕著な例である。米国フィラデルフィア由来の廃棄物焼却灰の処理に関与した業者が、他国に受け入れを拒否され続けた末、その廃棄物灰をハイチの海岸に違法投棄した。10年以上にわたる物議の末、この廃棄物は最終的にペンシルベニア州に返却された。この事件は有害廃棄物の輸出入を規制する「バーゼル条約」の創設に寄与した。

### 土地収奪
グローバルサウスの国々は、富裕国産業の現地生産活動における環境負担と富裕国の過剰消費のコストを共に丸投げされている。これはグローバルサウスの土地収奪により一層悪化しており、グローバルサウス現地民が使用すべき自給的/家庭規模農業のための土地が、投機・商業規模農業・鉱業・あるいは自然保護を目的とした多国籍投資に収奪されている。これは新自由主義的イデオロギーと、法制度・土地価格・規制慣行の違いに起因しており、富裕国はそれにつけこみ自国に一方的に有利な状況を作り上げる。この状況は先住民の生計と社会的・文化的・精神的慣習の継続も危機にさらしている。社会運動による土地収奪への抵抗も既存の社会的不平等や経済的困窮のため困難で、被害コミュニティはすでに基本的な生活ニーズを満たすことさえ困難になっている。

### 資源採掘

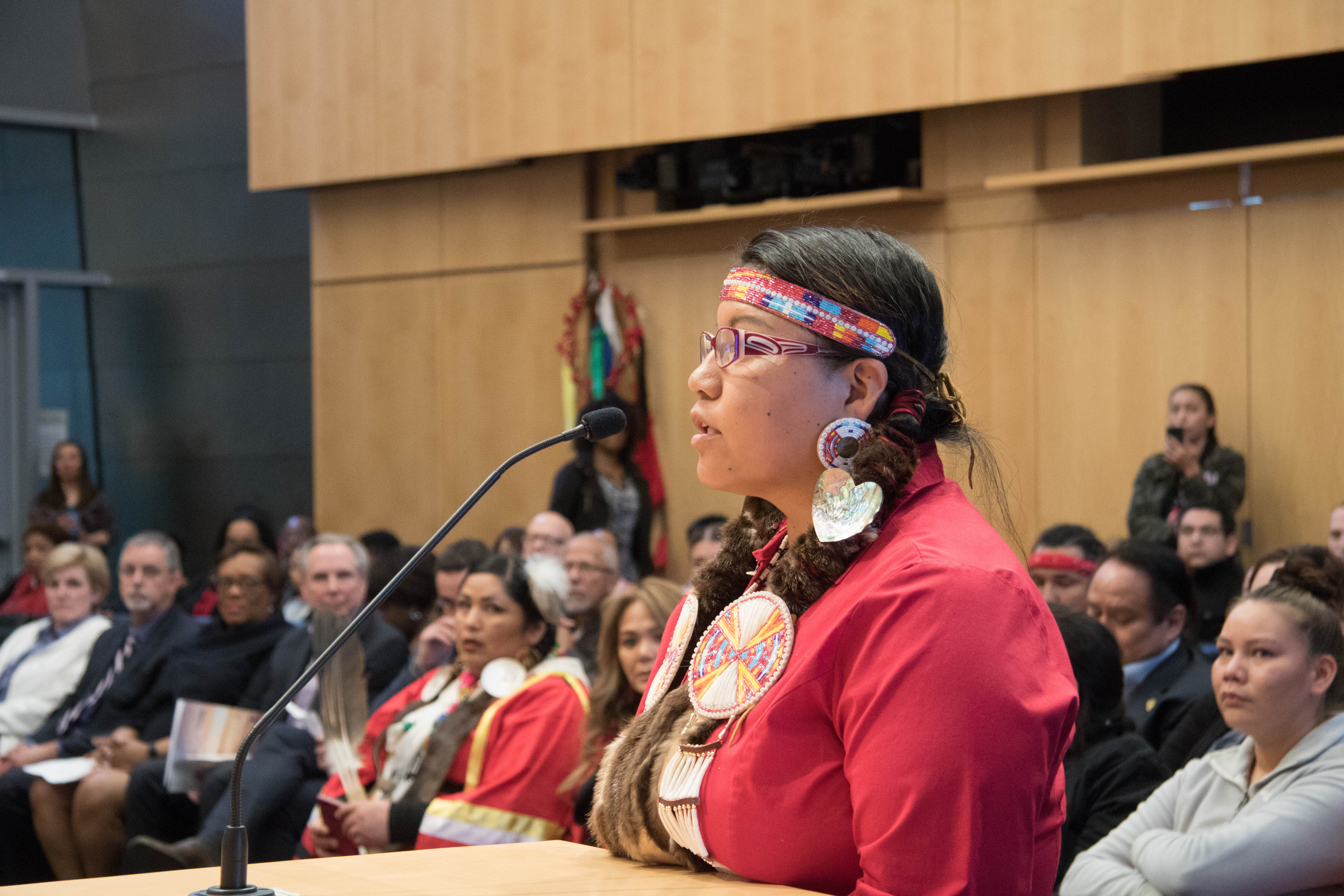
市議会議員のデボラ・ファレス氏が、5月5日をシアトルの「行方不明および殺害された先住民の女性と女児の啓発の日 」（Day of Awareness for Missing and Murdered Indigenous Women and Girls、MMIWG2S）と定めた式典でスピーチを行った。

資源採掘は植民地主義的な力関係に基づく環境人種差別の一大要因である。多くの富裕国は貧困国から強制的に資源を搾取し深刻な環境的・経済的被害をもたらしている。数百におよぶ調査が、被差別コミュニティ特に先住民コミュニティが資源採掘による環境的悪影響を不平等に被っていることを示している。経済価値のある天然資源の近隣コミュニティは、採掘による環境被害と一時的にすぎない経済的見返りの結果としての経済的不安定と貧困に苦しむ、いわゆる「資源の呪い」に陥ることが多い。天然資源近隣の先住民コミュニティはしばしば強制移住させられ、さらなる差別に直面している。採掘産業と被害地域住民との間の権力格差は、意思決定における深刻な手続的不正義を生じており、地域住民は自らの生活を形作る決定に実質的に関与できない状況に追い込まれる。
また重要鉱物・木材・石油の採掘が、採掘が行われる地域のコミュニティにおける武力暴力と関連していることも示されている。カナダ政府は、資源採掘が鉱山やパイプラインなどのインフラ事業に影響を受けた先住民コミュニティにおける、先住民女性の失踪や殺害につながっていることを明らかにしている。環境正義アトラスは環境正義をめぐる紛争、資源採掘に関して先住民に対する深刻な暴力を伴う多数の紛争を記録している。

### 不平等交換（貿易）
不平等交換は富裕国とグローバルサウスとの間の経済および貿易関係の不均衡であり、労働コスト・技術力・資源へのアクセスの容易さの差などさまざまな要因により富裕国が一方的に多くの利益を得る関係である。これは植民地主義的権力構造が、富裕国が高度な知識や技術を高価格で取引しグローバルサウスから天然資源や労働力を低価格で搾取するように仕向けた結果であり、強固な特許制度や貿易規制といった制度によって維持され不平等をさらに強化し、さらに世界銀行や国際通貨基金のような貿易価格設定機関では富裕国が大部分の投票権を握っている。またこれはグローバルサウスにくらべ莫大な富裕国の二酸化炭素排出量の一大原因である。すなわち富裕国はグローバルサウスの資源を殆ど一方的に消費し、それによる多くの二酸化炭素排出と汚染を発生させている。さらにその結果としての気候変動の被害さえも富裕国にくらべグローバルサウスの方が圧倒的に大きい、すなわち気候不正義でもある。

### 水利
清浄な水へのアクセスは生存に不可欠であるがその分配は非常に不平等であり、制度的な不平等に直面している社会の隅に追いやられたコミュニティに世界中で大きな被害を与えている。水不足は都市部の貧困地域や遠隔の農村地域で特に顕著であり、不十分なインフラ・限られた財源・環境の劣化が重なり深刻な問題となっている。差別的慣行がこれらの課題をさらに悪化させることもある。
UN Waterの2022年の報告では、高所得国では自国内の排水の約70%が処理されていても、全世界では約80%以上の排水が無処理のまま環境に放出されている。
水利の問題による被害は深刻であり、健康・教育・全体的な福祉を含む日常生活のあらゆる面に及ぶ。こうした格差を認識し是正することは環境正義の問題であるだけでなく持続可能な発展に不可欠であることから、社会の隅に追いやられたコミュニティの具体的なニーズを優先する、包摂的な水資源管理戦略の実施が求められている。その一例として提案されているのが「コミュニティ主導の参加型開発」であり、カナダのシックス・ネイションズ先住民がマクマスター大学の研究者と協力した事例では、科学と地域知識の共有および統合を通じた水質問題への対応が実証された。

## 世界各国の環境不正義と環境紛争
環境正義の運動は世界各地の地域紛争から生じてきた。環境正義アトラスは2020年4月時点で世界中の3,100件の環境紛争を収録し、さらに多くが未収録のままであることを強調している。

### アフリカ

#### コンゴ民主共和国
コンゴにおけるコバルトや銅の採掘は多数の環境紛争を引き起こしている。例としてムタンダ鉱山・カモト鉱山・ティルウェゼムベ鉱山があり、採掘される紛争鉱物は武力紛争を継続させている。 

#### エチオピア
エチオピアでは金およびその他の鉱物の採掘により環境不正義および環境紛争が生じている。MIDROC社により数千人が水銀に曝露され、食品汚染・家畜の死亡・多数の流産および先天性障害が発生したレガ・デンビ鉱山やケンティチャ鉱山などがその例である。

#### ケニア
ケニアは1963年の独立以来、環境保護主義に焦点を当ててきた。ワンガリ・マータイのような環境活動家は自然資源および環境資源の擁護を行い、ダニエル・アラップ・モイ政権としばしば対立した。急速な都市化とくにナイロビでは、公共スペースであるウフル公園やナイロビ国立公園などの動物保護区が、鉄道や高速道路などのため侵食されるという環境問題が発生している。環境弁護士カリウキ・ムイグアは環境正義・情報へのアクセス・法的保護を推進し、ケニアの目標における環境正義について論文を記述している。

#### ナイジェリア

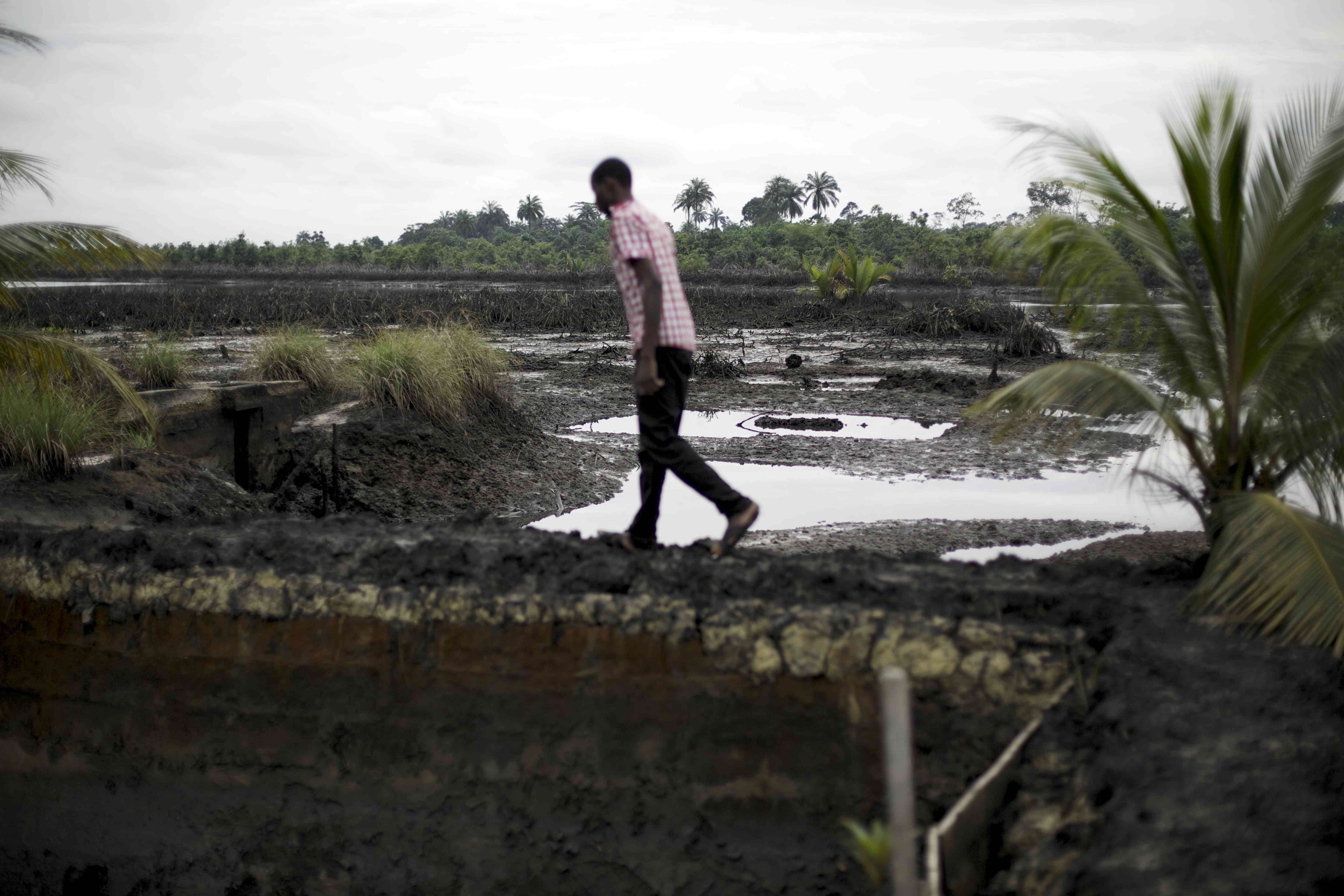
ナイジェリア、オゴニランド、ケグバラデレ地域の石油流出（2015年） 。1950年代にここで石油が発見されたが、1990年代までにはオゴニランドのコミュニティ全体がこの地域で操業していた石油会社シェルを追い出した。その後放棄された油井からは油が漏れ続け、2010年に封印されたが手遅れだった。ケグバラデレの入り江にかつて広がっていたマングローブは今や枯れ果て、裸の腐った幹が黒い骸骨のように水面から突き出ている。

1956年から2006年の間ニジェールデルタでは最大で150万トンの石油が流出しており（これはエクソンバルディーズ号原油流出事故の50倍の量である）。この地域の先住民は、環境問題の結果として生計を失ったにもかかわらず、富裕国の石油会社が得た莫大な収入からの恩恵を全く受けていない。環境紛争はこの地域における継続的な紛争を悪化させている。
シェル石油はナイジェリアのオゴニランドで何十年にもわたって掘削を行い、その深刻な汚染のためにニジェールデルタの清掃に10億ドルが必要となった。この壊滅的な環境的および経済的被害に対して平和的運動団体「オゴニ民族生存運動（MOSOP）」の創設者であるケン・サロ＝ウィワを含むオゴニ住民たちは大規模な抗議活動を行い、ナイジェリア政府およびシェルによる人権侵害を非難してきた。それに対し（イギリスの企業である）シェル石油がバックについた（イギリス連邦の一国である）ナイジェリアの軍事政権は、ケン・サロ＝ウィワを含め抗議者を数千人逮捕・処刑するなどして暴力で徹底的に鎮圧した。1995年ケン・サロ＝ウィワを含む9人のオゴニ人活動家が処刑されたことにより、国際的非難は劇的に強まった。

#### 南アフリカ
南アフリカでは、植民地およびアパルトヘイト政権下において、数千人の黒人が先祖代々の土地から立ち退かされ、自然保護区が設けられた。Earthlife Africaは1988年に設立されアフリカ初の環境正義団体となった。1992年には環境活動家および社会的・環境的正義に関心を持つ団体の活動を調整することを目的とし、全国規模の傘組織であるEnvironmental Justice Networking Forum（EJNF）が設立された。1995年までにこのネットワークは150団体に拡大し2000年までには600以上の団体が加盟した。
1994年にアフリカ民族会議（ANC）が選出されたことにより、環境正義運動は政府に味方を得た。ANCは、南アフリカにおいて貧困と環境劣化は密接に関連していると述べ、アパルトヘイト後の再建と開発の任務の一環として、環境的不平等および不正義に取り組むことを明確にした。1996年に制定された新しい南アフリカ憲法には、「人々の健康や福祉に害を及ぼさない環境」および「現在と将来の世代のために、汚染や生態系の劣化の防止、保全の促進、環境に配慮した持続可能な資源の開発と使用を通じた環境保護」を保証する権利（”Bill of Rights”）が盛り込まれている。
過去1世紀にわたって鉱山労働者の間で数万件の事故死が発生している。アスベスト症のような職業病による死亡や障害も多発している。鉱山の隣に住む人々は空気および水の質が悪く、騒音・粉塵・危険な機械や車両が安全を脅かしている。これらの地域社会は貧困層特に黒人が多くどこに住むかについてほとんど選択の余地がない。南アフリカ国民党は鉱山労働者の健康と安全、および採掘中・採掘後の土地修復の必要性を認識することで、環境問題に取り組む新たな鉱物法を導入した。1993年にはこの法律が改正され、新たな鉱山には事前に、特定の採掘作業によるすべての環境影響を明確にし環境管理の手段を講じることを求める環境管理計画報告書（EMPR）の作成が義務付けられた。

1998年10月、鉱物エネルギー省は『南アフリカの鉱物と鉱業政策に関する白書』を発表し、その中に環境管理に関する節が設けられた。白書は、「国家の天然資源の管理者としての責任を認識しつつ、鉱物資源の発展が、持続可能な開発の枠組みと国家の環境政策・基準・規範に則って行われることを保証する」と述べている。しかし一方で「環境政策はコスト効率が高く競争力のある鉱産業を保証するものでなければならない」とも付け加えている。

### アジア
2019年のアジアにおける不平等に関する研究は、グローバル化および工業化は地球温暖化を悪化させ、同時に経済的不平等も悪化させることを示した。たとえば地球温暖化によりスウェーデンやノルウェーのような国々は気温上昇の恩恵を受けている一方で、世界の最貧国の多くは、温暖化がなければ得られていたはずの経済的利益を受けていない。

#### バングラデシュ

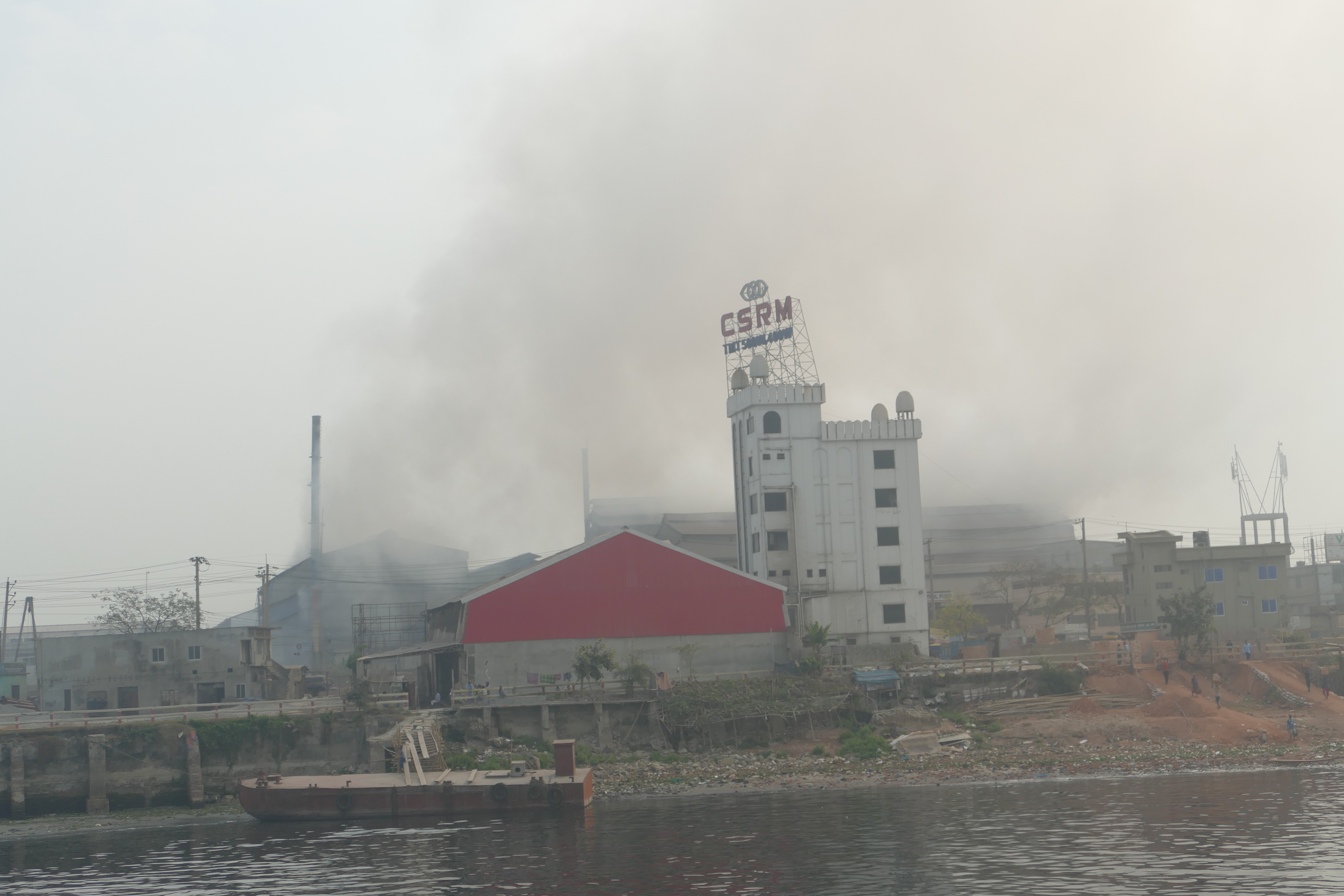
バングラデシュ、ダッカ近郊のブリガンガ川沿いの工場による汚染（2020年）。漁で生計を立てられるほど豊かであった川が、バングラデシュの衣料品輸出産業により、近隣の工場や工場から排出される未処理の廃水・染料・その他の化学廃棄物が毎日流れ込み、さらに川底にプラスチック廃棄物が堆積し、わずか20年で世界最悪汚染河川のひとつになってしまった。富裕国のための衣料品製造による典型的な環境不正義である。

バングラデシュは世界有数の衣料品輸出国であり、特に欧米や日本など富裕国向けのファストファッション製品の生産拠点である。衣料品産業はバングラデシュ経済にとって中心的存在であり、GDPの約8割・輸出収入の80％以上を占める。その衣料工場では化学染料・漂白剤・重金属などを使用する工程が多く、これらが適切に処理されずに河川（特にブリガンガ川など）に排出されている。生地の切れ端や使い捨てのプラスチック容器も埋立地や河川沿いに多く不法投棄されている。さらに衣料品の生産のため無計画な地下水の汲み上げが行われており、周辺地域の井戸の枯渇や地盤沈下も報告されている。

#### 中国
中国は二酸化硫黄・窒素酸化物・粒子状物質の世界の人為的排出量の約3分の1を排出している。国際的な共同研究であるGlobal Burden of Disease Studyによると毎年約110万人の中国人が大気汚染による健康被害で死亡しており、これは世界の死亡者数の約3分の1に相当し、その経済的損失は年間2,670億元（380億米ドル）と推定されている。ジャーナリストで科学ライターのフレッド・ピアスによると、中国の都市大気モニタリングの殆どは、上記３つあるいはオゾンのうちせいぜい1種類か2種類のみの汚染物質しか見ておらず、これらの影響に関する医学研究も殆どは、呼吸器疾患や心血管疾患など疑われる影響との関連性を、特定の単一の汚染物質について調べているのみである。

#### インドネシア
アルン・ガス田におけるエクソンモービルによる天然ガス輸出産業の開発により、中央政府がこの地域から数十億ドルの収入を得ているにもかかわらず、アチェ州にはほとんど利益が還元されていなかった。これがアチェでの独立運動を助長し反乱を引き起こしガス産業に対する暴力に発展、エクソンはインドネシア軍に保護を依頼し、それがアチェにおける人権侵害へとつながった。

#### マレーシア
ライナス高度材料工場は2012年から2023年の間に100万トン以上の放射性廃棄物を排出した希土類加工工場であり、一連の環境紛争を引き起こした。

#### 韓国
セマングム防潮堤やソウル-仁川運河から環境紛争が引き起こされた。

#### 日本

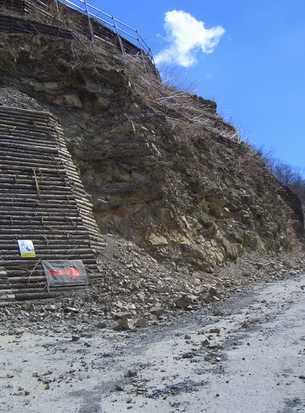
煙害によって崩落を続ける足尾の山（赤倉山麓、2005年）

1870年代に足尾銅山は鉱毒垂れ流し事件を引き起こした。その加害者古河鉱業が断定され加害責任を認めさせるのに100年近い年月を要した。昭和に入ってからさらに水俣病・新潟水俣病・イタイイタイ病・四日市ぜんそくなど数多くの環境不正義が為された。

### オーストラリア
オーストラリアの環境不正義の多くは資源採掘を目的とした汚染的な企業プロジェクトによって引き起こされている。たとえば核廃棄物や有害廃棄物処理施設の差別的な立地が挙げられ、地域の気候・生物多様性・貧困地域住民の健康に被害を及ぼしており、環境正義団体・地域社会・先住民族グループからの強い反対運動に直面している。オーストラリアには著名な先住民族人口が存在しており、彼らはこうしたプロジェクトの影響を不公平に被っている。にも拘らず地方および国の政府はこれらプロジェクトから得られる経済的利益により、これらを殆ど防止していない。
カナダの企業カメコが西オーストラリアで推進したYeelirrieウラン採掘は9kmの露天掘り坑を掘削し、Tjiwarlの人々にとって重要なSeven Sisters Dreaming Songlineを含む伝統的な土地2,400ヘクタールを破壊するものであり、10年以上にわたり強く反対されている。この採掘は毎年900万リットルの水を消費し数百万トンの放射性廃棄物を排出する。操業期間中には約3,600万トンの廃棄物が発生すると見込まれており、その操業は2043年まで続く予定である。Tjiwarlの女性たちのグループはカメコを相手に裁判を起こし最初の段階で勝訴した。環境保護庁（EPA）は、複数の種、特に希少な地下水生物・西部唯一の希少な塩性植物の個体群・その他クサムラツカツクリ・テンニョインコ・ミミナガバンディクートといった野生生物に壊滅的影響を与える可能性が高いとして鉱山を停止した。しかし州および連邦当局はEPAの判断に反し2019年に鉱山を承認した。
2021年3月、南オーストラリア・ノーザンテリトリー石油探査企業SANTOSは、ティモール海北部準州にあるBarossaガス田に投資を行い、準州政府からは地域の雇用創出につながるとして歓迎された。この動きは気候と生物多様性に重大な被害を及ぼし、ヒラタウミガメやヒメウミガメの個体群に被害をもたらすとして環境正義団体から厳しく非難された。特に重要なことに、現地の島々の所有者であるTiwiの人々に十分な情報提供がなされず、このTiwiの人々に対する無視は多くの団体による抗議行動を引き起こし、SANTOS本社前での抗議活動でこのプロジェクトの停止を要求した。2021年9月にはオーストラリア・韓国・日本の環境正義団体の連合が「Stop Barossa Gas」という名のもとで結束した。2022年3月Tiwiの人々は、韓国の開発金融機関が約10億ドルをこのプロジェクトに融資するのを阻止するため、SANTOSが協議を行わなかったことと、プロジェクトが環境に与える悪影響を根拠とし、裁判所に差止命令を申し立てた。2022年6月には同様の理由で直接SANTOSを相手取って別の訴訟を起こした。
シドニーではWestConnex高速道路プロジェクトについて、州政府は雇用創出などの経済的利益があるとしているが、WestConnex行動グループ（WAG）は、この高速道路に近接して住む住民が高レベルの大気汚染によって被害を受けていると述べ、高速道路が近いことは特に子供たちがリスクにさらされると主張している。この環境紛争によりシドニーパークでの長期間の占拠キャンプや、警察および建設作業員との衝突とそれに伴う逮捕などがあった。WAGは被害住民の財産損害を記録し支援するために損害登録簿を設け、損害補償基金・独立した損害評価・および集団訴訟に向けた運動を展開している。

### ヨーロッパ
欧州連合はすべての人々が健全な環境への権利を有すると宣言し環境正義を目指している。ストックホルム宣言、1987年のブルントラント委員会の報告「我ら共有の未来」、リオ宣言、欧州連合基本権憲章第37条は、すべて環境正義の実現に向けた取り組みの一環である。しかし欧州環境機関（EEA）によると環境汚染への曝露は貧困と相関し、高所得国が大部分の汚染に責任があり貧困国がその環境的被害を一方的に被っている。西ヨーロッパには環境的不平等のより広範な証拠が存在する。
ロマ族（Romani）は環境差別を受けている少数民族である。多くの国において差別的な法律により、ロマの人々は上下水道の整っていないスラムやゲットー、または有害廃棄物にさらされる環境に住むことを強いられている。

#### スウェーデン
スウェーデンは1969年にDDTを禁止した最初の国となった。1980年代には女性活動家が農薬汚染されたベリーからジャムを作り国会議員に提供するという運動を展開した。議員らはこれを拒否しこの出来事はエコフェミニズムにおける直接行動の例としてしばしば引用される。

### カナダ
以下はカナダで顕著な環境不正義とそれが引き起こした環境紛争である。
- Coastal GasLinkパイプライン
- 2020年のカナダ・パイプラインおよび鉄道抗議
- Fairy Creek木材伐採封鎖
- Grassy Narrows道路封鎖
- Grassy Narrows水銀汚染
- Trans Mountainパイプライン
- ノバスコシア州における環境人種差別

ケベック州北部のイヌイット・コミュニティは、数十年前に米国で使用されていた農薬や、ダイオキシンやポリ塩化ビフェニル（PCB）を含む残留性有機汚染物質（POPs）に曝露され続けている。これらは生物の脂肪組織内に蓄積し食物連鎖を通じて濃縮されるため、伝統的に脂肪分の多い海洋動物を食べるイヌイットの食文化により、成人および胎児の健康に重大な悪影響を及ぼしている。PCBは2001年にストックホルム条約により国際的に製造禁止されたが、環境や生物圏内に何十年にもわたり残存しうることで、胎児期の曝露および母乳中の濃縮により、新生児にとって深刻なリスクとなっている。

### 米国
米国では全米人口12.9%が大気汚染による健康被害を被るが、貧困層では20%以上に達する。また所得や他の要因を統制しつつ人種や民族の影響を統計的に検証したいくつかの研究によると、すべての所得層にわたって人種による曝露の差が存続している。
有毒施設は貧困層の近くに設置するのが費用便益分析（CBA）上好ましいと州政府が見なすことさえあり、ありCBAは20,000人の貧困層が住む都市が5,000人の富裕層が住む都市よりもその目的に適っているとした。北カリフォルニアのイーストベイ精油回廊は、人種および所得と有毒施設への近接に関する格差の一例である。石油/天然ガス企業レンジ・リソーシズ社のTerry Bossertは、富裕層は同社の事業に異議を唱える財力があるから、同社は意図的に貧困地域に操業拠点を置いていると発言したと報じられた。
シアトルでは2001年にドゥワミッシュ川コミュニティ連合（DRCC）が結成され、地域社会および民間・公的組織と協力し、主に南米および中米出身の低所得移民・先住民・難民であるドゥワミッシュ・バレーの住民が直面する大気および水質汚染への曝露に対処している。

#### アフリカ系アメリカ人
悪名高い事例の一つはルイジアナ州の「キャンサー・アレイ（癌回廊）」である。バトンルージュとニューオーリンズの間のミシシッピ川沿い85マイルの地域には、米国の石油化学製品の4分の1を生産する125の企業が存在し、全国平均よりも高い癌罹患率のためこう呼ばれている。米国民権委員会は、ルイジアナ州の現行の危険施設に関する州および地方の許可制度、アフリカ系アメリカ人の低い社会経済的地位と限定的な政治的影響力が原因で、同コミュニティが不平等に影響を受けてきたと結論付けている。
また別の長期的な環境不正義の事例はフロリダ州マイアミの「ウエスト・グローブ」地区である。1925年から1970年まで、この地域の主に貧困層のアフリカ系アメリカ人住民は、「オールド・スモーキー」と呼ばれる大規模な焼却炉からの発癌性排出物や有毒廃棄物による悪影響にさらされ続けた。迷惑施設と公的に認識されていたにもかかわらず、この焼却炉計画は1961年に拡張された。「オールド・スモーキー」の影響が周囲の白人居住区にも及び始めて初めて、焼却炉の閉鎖に向けた法的闘争が始まった。オールド・スモーキー焼却炉は1970年に解体されたが、2024年現在でも住民は生涯を通じてその影響に悩まされてきたと語り、有毒物質汚染によって引き起こされた「公衆衛生危機」に対し、マイアミ市に対策を求めている。
多くのアフリカ系アメリカ人住民は環境格差が原因の健康問題を抱えてきたが、医療業界はこれら合併症の多くを見過ごしたり軽視してきた。心臓および呼吸器系の疾患を抱える住民の健康は、こうした無視によって損なわれた。2021年アメリカ心臓協会は、環境人種差別が原因の大気汚染への曝露と、心血管疾患および死亡との関連性を示すデータ分析を発表している。

#### 先住民族
米国西部ではネイティブ・アメリカンがウラン採掘に関連する被害を被り続けてきた。ニューメキシコ州チャーチロックは、ナバホ族の土地で最も長期間にわたるウラン採掘が行われた地域である。1954年から1968年まで部族は採掘企業に土地を貸与していたが、企業はナバホから同意を得ずその活動についても報告しなかった。採掘業者はただでさえこの地域では限られていた水資源を著しく枯渇させ、残された水源を汚染した。主要な採掘企業であるKerr-McGeeおよびUnited Nuclear Corporationは、連邦水質汚濁防止法は自社には適用されないと主張し、ネイティブ・アメリカンの土地は環境保護の対象外であるとさえ主張した。裁判所が彼らに米国の水質浄化規制の遵守を命じたのは1980年になってからである。

#### ラティーノ
米国でラティーノが被っている環境不正義の最も一般的な例は農場労働者の農薬への曝露である。1972年に米国でDDTおよびその他の塩素系炭化水素農薬が禁止された後、農家はより急性毒性の高い有機リン系農薬（例えばパラチオン）を使用するようになった。米国における農場労働者の多くは無許可移民でありその政治的に不利な立場により、農薬への定期的な曝露に対して抗議したり、連邦法による保護を恃むことができない。

### 中米

#### ベリーズ
2010年以来、ベリーズ政府は地元コミュニティとの協議なしに、観光業や漁業といった主要産業およびマヤ族やガリフナ族のコミュニティに悪影響を及ぼす沖合石油掘削を許可した。環境擁護団体Oceanaは2011年に2万筆以上の署名を集め、沖合掘削に関する国民投票を発動しようとしたが、政府はそのうち8,000筆以上の署名を無効とし公式な国民投票の可能性を阻んだ。これに対しOceanaとパートナー団体は非公式の「人民投票」を実施し、90％のベリーズ国民が沖合掘削に反対票を投じた。2013年にはベリーズ最高裁が2004年および2007年に発行された沖合掘削契約を無効としたが、2015年には政府が沖合掘削の再開を検討し、国土の99％で石油およびガス探査を認める可能性のある新たな規制が提案された。2022年Oceanaは再びモラトリアムに向けた署名活動を開始した。
チャリジョダムは建設当初から物議を醸しており、ベリーズの環境保護団体はダム建設の差し止めを求めて訴訟を起こした。訴訟では、ダムの環境影響評価に欠陥があり不十分であると主張したが、ベリーズ枢密院は3対2の評決で環境影響評価の欠陥を無視し建設を許可した。

#### ドミニカ
プエブロ・ビエホ鉱山は環境紛争を引き起こしている。河川を汚染し毒素を摂取した地元の家畜は死に、農地はもはや生産的ではなく、地元住民に多くの健康問題を引き起こした。2013年以来地元住民は鉱山からの移転を求めているが、政府も会社もその要求に応じていない。

#### グアテマラ
エスコバル鉱山抗議運動はカナダの鉱山会社タホ・リソーシズがグアテマラのサン・ラファエル・ラス・フローレスに開発した大規模銀鉱山であるエスコバル鉱山に反対する一連の政治抗議運動である。エスコバル鉱山の周辺地域は先住民族シンカ族の故郷であり、彼らは先住民のアイデンティティと権利に関する協定に基づき、独自の民族として正式に認められている。 2009年以来様々な地域団体が環境破壊の危険性とシンカ族の土地主権を理由に鉱山反対を訴えてきた。住民投票の結果周辺地域の住民の95%以上がエスコバル鉱山に反対している。

#### エルサルバドル
カナダの企業パシフィック・リム・マイニング・コーポレーションは、エルサルバドルのエル・ドラドの地に金鉱山を運営している。この鉱山は、採掘に大量の水を必要とするため淡水へのアクセスが制限されることに加え地域の水源を汚染、調査員は鉱山近くの2つの川で危険レベルのヒ素を検出し、住民および家畜の健康に悪影響を与えるなど、地域環境に極めて深刻な被害をもたらしている。
この鉱山の操業は地域社会に分断を引き起こし反対者に対する脅迫や暴力も生じさせ、2008年に地域住民の抵抗により計画が中断されて以降暴力はさらに激化した。現在までに鉱山に反対する地域グループの少なくとも6人が、パシフィック・リムの関連で死亡している。これは全国規模の反対運動へと発展し、2008年および2009年には、現職および新任のエルサルバドル大統領がいずれも、パシフィック・リムに対する操業許可の延長を否定する意向を公に表明した。大統領（当時）サンチェス・セレンは「エルサルバドルにおいて採掘は実現可能ではない」と発言している。

#### ホンジュラス
ホンジュラスでは、特に鉱業・水力発電・伐採産業に関連する数多くの環境正義闘争が存在している。最も注目された事件の一つは、グアルカルケ川でのアグア・サルカ・ダム建設に反対したホンジュラスの先住民族・環境活動家ベルタ・カセレスの暗殺である。2016年の彼女の殺害は広範な憤りを呼び、環境・先住民族活動家がホンジュラスで直面する危険に国際的な注目が集まった。

#### メキシコ
マキラドーラは米国/メキシコ国境沿いに位置している米国・日本・その他の外国企業が運営する組立工場であり、安価なメキシコの労働力で、輸入された部品や原材料を組み立てそれを完成品として米国に輸送する。そこからの廃棄物の多くは下水・溝・または砂漠に違法に投棄されている。リオ・グランデ下流域では住民の95パーセントがこの川から飲料水を得ているのにマキラドーラが有毒廃棄物を川に投棄しており、沿岸のマタモロスおよび川を隔てて向こう岸の米国ブラウンズビルでは、無脳症奇形発生率が全国平均の4倍である。
ドロレス鉱山 、エル・チャナテ鉱山、ラ・レバンチャ鉱山はそれぞれ地域紛争から生じた環境正義運動の対象である。ラ・レバンチャ鉱山を運営しているカナダの鉱山会社ブラックファイア・エクスプロレーションによる採掘に反対する地域抗議活動を2007年以来主導したのは活動家のマリアーノ・アバルカで、彼はブラックファイア・エクスプロレーション職員から2008年には暴行され2009年11月には暗殺された。  

#### ニカラグア
2012年ニカラグア政府は、大部分が国内最大の淡水源であるニカラグア湖を通過する総延長286kmのグランド・カナル（大運河）の建設を承認した。この運河は大型船舶の通行に対応し関連施設には2つの港・空港・石油パイプラインが含まれる。運河建設に反対する団体には、「ブルーフィールズの黒人・クレオール・先住民族コミュニティ調整委員会（CCNCB）」などがあり、運河が生物多様性およびボサワス自然保護区やブルーフィールズ湿地帯といった保護地域に与える影響を懸念している。また、ミスキート族・ウルワ族・クレオール族といった先住民族や部族の人々の強制移住も懸念されているが、これまでにニカラグア政府はさまざまな実現可能性調査の結果を公表していない。 

### 南米
南米では環境正義を巡る闘争が社会的および政治的運動の際立つ特徴であり、地域社会は何十年にもわたり環境悪化と資源採掘の被害に直面してきた。特に鉱業による土地の権利・水の使用・汚染といった問題をめぐり、鉱山会社・政府と地域住民の間で衝突が起きている。Global Witnessの報告では南米が世界で最も危険な地域であり、環境活動家が2019年に少なくとも98人殺害されている。

#### アルゼンチン
バホ・デ・ラ・アルンブレラ鉱山は北西部カタマルカ州に位置する露天掘りの銅および金鉱山で、1990年代後半の操業開始以来、著名な環境正義紛争の中心となっている。この鉱山はグレンコア社およびカナダ企業のゴールドコープとヤマナ・ゴールドがそれぞれ50％、37.5％および12.5％の株式を保有している。人々は水質汚染・森林破壊・先住民族の強制移転など、環境への影響について懸念を示してきた。運営者は、抗議者に対する過剰な武力行使や労働者の権利侵害といった人権侵害の訴えにも直面している。ラ・アルンブレラが稼働を始めた後カタマルカ州では他の鉱業プロジェクトが却下されているにもかかわらずこの鉱山は操業を続けており、拡張計画には地域社会や環境団体の大反対が寄せられている。

#### ブラジル
ベロモンテ水力発電ダムはブラジル・パラー州シングー川に建設された水力発電プロジェクトで、2011年に着工し2019年に完成した。このプロジェクトはアマゾン流域に60以上の大規模ダムを建設するというブラジル政府の最大のインフラ事業計画であり、先住民族は建設承認前にいっさい相談されず、環境影響評価も着工前に行われなかったと多くの団体・世論・住民から批判と抵抗を受けている。ダム建設によりシングー川の流れが変わり広大な熱帯雨林地域が破壊され、5万人以上に影響を与え2万人以上が立ち退きを余儀なくされ、川に依存して生活している先住部族の存続をおびやかしている。

#### エクアドル
ラゴ・アグロ油田におけるシェブロン・テキサコ社の石油採掘で1967年から1989年の間に、1700万ガロンの原油が地域の水源に流出し190億ガロンを超える有毒廃水が覆いのない露天ピットや河川に投棄された。先住民族は米国およびエクアドルの裁判所で、スティーブン・ドンジガー弁護士の支援を受けて、長年にわたり損害賠償を求めてシェブロンと争ってきた。この訴訟は米国では2001年5月、米国の裁判所の管轄外でありエクアドルまたは国際裁判所で審理されるべきであることを理由に却下されたが、2011年ラゴ・アグリオの裁判所は、アマゾンとそこに住む先住民に対する広範な被害について同社に責任があり、約190億ドルの損害賠償と先住民コミュニティを支援し協力するアマゾン防衛基金に資金提供を命じる判決を下した。シェブロンは異議を唱えさらに5つのワオラニ族のグループが介入した。その後賠償額は約95億ドルに減額され、エクアドルの最高裁判所によって確定した。
ヤスニ-ITTイニシアティブ：2007年にヤスニ国立公園での石油採掘を防ぐために始まったが、2016年に採掘が開始された。

#### ペルー
ラス・バンバス銅鉱山、ヤナコチャ金鉱山はそれぞれ地域紛争から生じた環境正義運動の対象である。環境保護活動家でヤナコチャ金鉱開発計画に反対していたエドムンド・ベセラ・コリナ氏は、同氏がエネルギー鉱山省の代表者と会談する予定の数日前2006年11月に射殺された。
リマでは緑地の不均衡により、富裕層地域と比べて沿岸砂漠地域に住む人々がより高い環境リスクにさらされている。
2024年3月末コスタリカに本部を置く米州人権裁判所は、ペルー政府が金属加工施設の汚染によって引き起こされた人々の身体的および精神的被害に対して責任を負うとし、政府に対して無料の医療提供と金銭補償を命じた。

## 人類地球外活動による環境不正義
人類の地球外へのアクセスのため地球環境を改変する過程（打ち上げ基地と周辺にの環境変化など）・地球環境を観測する宇宙技術開発・宇宙空間探査（軌道上の宇宙船や月面着陸など）によって、測定可能な環境フットプリントが残され、これらのフットプリントの責任は様々な利害関係者が競合する地政学的な力関係に左右される。したがって人類の地球外活動は環境正義の分野に属するとされる。
地球上においては、外宇宙に関する環境地政学は環境正義の問題と直接的に結びついている。宇宙船の打ち上げや、その打ち上げ過程が周囲の環境に与える影響、さらには宇宙関連技術や施設が人類社会の発展過程に及ぼす影響などが挙げられる。これらのプロセスはいずれも産業、インフラ、情報ネットワークの支援を必要とし、特定の地域で実施されるため、地域的な領土統治との継続的な相互作用が生じる。
ロケットは通常人が居住しない隔離された地域で打ち上げられる。しかしたとえ人間はいなくとも動植物など生命体は存在し生態的均衡や物質循環を維持している。ロケット打ち上げによる有毒な微粒子はそれら動植物の死滅に加え、局地的な酸性雨・食料生産の減少・その他の危険を引き起こしうる。
宇宙活動は地球規模での環境不正義を引き起こす。宇宙船は成層圏における唯一の人為的な汚染源である。「宇宙船の墓場」として知られる南太平洋無人海域はポリネシアの南端付近の南太平洋に位置し、役目を終えた宇宙船が定期的に墜落するが、それら宇宙船は主に北半球の富裕国による打ち上げから生じた巨大な廃棄物である　。

## 他の環境運動との関連

### 環境主義と環境運動
環境正義の支持者たちは、単なる「自然を守ろう」環境主義による主流の環境運動が時に人種差別的・エリート主義的であると批判してきた。その理由の一つはそのような環境運動が環境的人種差別の問題を無視する白人によって指導されているからである。米国では1964年まで有色人種は国立・州立公園や他の公共のレクリエーション施設への立ち入りを禁じられており、環境運動への参加が著しく妨げられていた。。現在ではより多くの有色人種が環境運動に加わっているものの、2018年の調査によれば環境団体職員のうち有色人種は全体の20%にとどまり、全米人口の36%が有色人種であることと比較すると、依然として障壁が存在していることが明らかである。

### 気候正義
気候変動は最も脆弱な人々に最大の影響を与える。気候正義は特に草の根の気候正義運動において環境正義から影響を受けている。極端な気温/降水量の増加、海面上昇といった気候変動影響により洪水や干ばつといった自然災害に対して脆弱になり、それにより食糧不足や感染症、食品・水関連の病気への曝露が増加しうる。

### 海洋正義
「Ocean Collectiv」と「Urban Ocean Lab」の代表である海洋生物学者アヤナ・ジョンソンは、海洋正義（Ocean justice）について次のように述べている：「海洋保全と社会的公正が交わるところ：洪水や汚染の影響を最も受けるのは誰か、保全措置から利益を得るのは誰か？　海面が上昇し嵐が激化する中こうした問いはさらに緊急であり、公正さは社会がこれらの問いに答える際の中心に据えられなければならない」。
2023年12月米国バイデン政権は海洋正義を改善するための包括的戦略を発表した。この戦略の主な目標は以下の通りである：
- 海に依存しながらも環境破壊にはほとんど寄与していない人々（先住民族・アフリカ系アメリカ人・ヒスパニック系およびラテン系アメリカ人など）が、その影響を被ってきたという過去の不公正を是正すること。
- 海洋に根ざすコミュニティおよび先住民の知識を活用し、海洋正義を回復し、海洋保全に寄与すること。

これは環境団体によって支持されている。Oceanaの副会長であるベス・ローウェルは「沖合掘削・漁業管理・プラスチック汚染の削減など、多くの分野でこうした声が必要とされている」と述べた。
新戦略をまとめた公式文書には、これらの原則が過去に実施された例として、先住民コミュニティとの協議のもとに構想されたハワイ諸島近くのパパハナウモクアケア海洋国定公園の管理戦略「Mai Ka Po Mai」がある。

### 脱成長
環境正義と脱成長運動はどちらも社会の政治的・生態学的な再編を目指し、正義の問題に関心を持っているという点で補完的な運動と考えられている。脱成長は資源利用の上限設定や採掘の削減を求める政策を通じて、環境正義を支援できるとされている。また両運動の構成員同士の関係を育むことが目標達成には必要であるという提案もある。このような理由から脱成長と環境正義との同盟の可能性が提案されている。しかしこの可能性は依然として論争の的である。グローバルサウスの学者たちは、両運動の目的や戦術における緊張や相違点を指摘している。また脱成長が強調する「倹約」は、ヨーロッパ中心主義的で他地域には適さないという批判もある。グローバルサウスに転嫁されている生態学的ストレス要因の定量化・脱成長政策の影響評価・両運動間で共鳴する事柄の特定・そして環境正義運動を支援する議題を脱成長の提案に明示的に組み込むことが必要であると主張されている。 

### リプロダクティブ・ジャスティス
リプロダクティブ・ジャスティス（「生殖正義」）とは、子どもを持つ権利・持たない権利、そして安全で健康的な環境で子どもを育てる権利を中核に据えるフェミニストの枠組みである。リプロダクティブ・ジャスティス運動の多くの参加者は、自らの闘いが環境正義と結びついていると考えている。モホーク族の助産師カツィ・クックは1980年代に「母乳プロジェクト」を設立し、ゼネラルモーターズによる「スーパーファンドサイト」（米国において有害物質による汚染の浄化に長期的な対応が必要な汚染地域）で、汚染された魚や水への曝露を通じて母体が毒性汚染される問題に取り組んだ。妊娠や授乳を通じたアクウェサスネの女性と子どもたちの被害を強調するこのプロジェクトは、リプロダクティブ・ジャスティスと環境正義の交差を示し、クックは「世代間の社会と自然との関係は女性の乳房を通じて流れている」と述べた。 

## 環境正義の定義と研究
環境不正義は、環境的人種差別または環境的不平等としても議論されている。環境正義に関する学者たちは、政治生態学・環境法・正義および持続可能性に関する理論を含む、学際的な社会科学論文を数多く発表してきた。
米国環境保護庁（EPA）は環境正義を、人種・肌の色・国籍・所得に関係なくすべての人々が環境法・規制・および政策の策定・実施・執行に関して公正な扱いと有意義な関与を受けることと定義している。公正な扱いとは、いかなる人種的・民族的・または社会経済的なグループを含む集団であれ、産業・自治体・商業の運営、または連邦・州・地方・部族のプログラムや政策の実施によって生じる環境的な悪影響を不公平に被るべきではないことを意味する。
環境正義は通常、分配的正義すなわち環境的リスクと利益の公平な分配として定義される。一部の定義は、意思決定への公正かつ有意義な参加を意味する手続的正義を扱っている。他の学者は、環境正義コミュニティ中での抑圧と差異の認識という承認的正義を強調している。社会的財を繁栄したコミュニティへと転換する、人々の能力も正義ある社会の基準の一つである。以上の三本柱を超えて自治権・関係的存在論・認識論的正義といった次元も含むよう環境正義の概念を拡張する取り組みもなされている。
「環境正義の父」として知られているR・ブラーは、環境正義は社会運動および理念的責務として「公平性（equity）の対話」として見ることができると述べ、公平性は「手続的」「地理的」「社会的」の三主要カテゴリーに帰属されるとしている。彼は論文『21世紀の環境人種差別に立ち向かう』で環境不正義の文脈におけるこの三つを以下のように述べている。
- 手続的公平性（Procedural equity）とは手続きがフェアであるかの問題であり、規則・規制・評価基準・執行が差別なく一貫して適用されているかどうかである。非科学的かつ非民主的な意思決定・排他的な慣行・遠隔地かつ不便な時間での公聴会開催・英語のみの資料使用などは不平等な保護を生じうる。
- 地理的公平性（Geographic equity）とは、コミュニティの位置および空間的構成と、環境的危険・忌避施設・地域に望まれない土地利用（LULUs）との近接性に関するものである。例えば埋立地・焼却炉・下水処理施設・鉛の精錬所・化石燃料製油所などの施設である。居住施設とそれ以外の施設の立地を決める土地利用の判断により不平等な保護が生じうる。貧困層や有色人種のコミュニティはしばしば未編入地域、すなわち人口がまばらで自治体として法的に認可されていない地域であり、そのような地域はしばしば遠隔の郡政府が統治することから、有害施設の立地によって「三重の脆弱性」に直面することさえある。
- 社会的公平性（Social equity）とは、環境に関する意思決定における社会学的要因（人種・民族・階級・文化・生活様式・政治的権力など）の役割に関するものである。しばしば貧困層や有色人種は最も危険な仕事に従事し、最も汚染された地域に住み、彼らの子どもたちは遊び場や家庭でさまざまな環境毒素に曝されている。

### 先住民の環境正義
米国で、先住民ではないコミュニティに不公正な有害産業や差別的慣行が存在する場合、住民は米国環境保護庁によって定められた法律や制度的枠組みに頼ることができ、これらは私有財産の性質に基づく分配的正義に依拠している。しかし米国先住民は（米国に移民した先祖由来の）民族的少数派（ethnic minorities）ではなく先住民族国家の市民（citizens of Indigenous nations）であるため、同じ法的枠組みには該当しないと解釈される。個人としては米国の法律に従うが、国家としては条約と米国憲法によって認められた先住権主権を基盤とした別の法体系に属している。先住民族にとっての環境正義は法的なものではなく、それぞれの文化的・宗教的教義に根ざしたものと解釈される。
先住民族にとっての環境正義は、植民地主義を枠組みとして捉え、脱植民地化を環境正義の可能な枠組みとして位置づけるモデルに基づいている。先住民族の生活経験は地域によって異なるが、デイヴィッド・ペローは「彼らが植民地主義を経験する中で共有する共通の現実」が存在するため、「地域に根ざした具体的条件を認識しつつ、先住民族的手法を一般化することは可能である」としている。国連が人権と認める「清潔な環境を享受する権利」のような抽象的概念ですら、土地を財産的価値として商品化する資本主義的観点に立つと、先住民族にとっての環境正義とは相容れないものとなってしまう。

### 「貧困層の環境正義」
ジョアン・マルティネス・アリエル による「貧困層の環境主義」（Environmentalism of the Poor）という影響力のある概念は、社会の隅に追いやられたコミュニティ、特にグローバルサウスのそれが環境悪化の影響を不公正に被っていることと、環境意思決定において彼らの視点とニーズを取り入れることの重要性を強調している。彼はまた「生態的分配における紛争」という概念を提示しており、これは自然資源へのアクセスと支配・その利用に伴う環境的影響を巡る紛争であり、多くの場合社会的および経済的不平等に根ざしている。

### 「スロー・バイオレンス」
スロー・バイオレンス（slow violence、緩徐な暴力）という用語は、作家ロブ・ニクソンが2011年の著書『Slow Violence and the Environmentalism of the Poor』の中で提唱したもので、「徐々に、視界の外で発生する暴力、時間と空間にまたがって拡散する遅延的な破壊の暴力、通常は暴力とは見なされないような消耗的な暴力」と定義されている。気候変動の影響・有害物質の拡散・森林破壊・原油流出・戦争の環境的後遺症などはその例である。スロー・バイオレンスは生態系の脆弱性を悪化させ、貧困層や権力を持たない人々や、しばしば他から強制されて移動させられる人々の脆弱性を深め、絶望に起因する社会的対立を助長する。環境正義はスロー・バイオレンスである環境問題に対処し、立法が無視しがちな問題に光を当てる。

### クリティカル環境正義
アナーキズム・ポストヒューマニズム・批判理論・交差性フェミニズムといった概念を基に、2018年デイヴィッド・ペローは「クリティカル環境正義（Critical Environmental Justice）」という概念を提唱した。これは環境正義研究に内在するいくつかの限界や緊張関係に対処することを意図した視点で、それまでの環境正義研究の前提やギャップに疑問を投げかけ、より学際的な枠組みを受け入れ、社会科学にとどまらない方法論や認識論に向かうよう促す。クリティカル環境正義の研究者は、環境不正義の経験は複数形態の不平等が関係し特徴づけられると考える。

### エコフェミニズム
エコフェミニズムとは、環境における女性の健康への影響に関する運動や研究と同じものではなく、その基盤は「女性の平等は環境を悪化させる代償によって達成されるべきではなく、環境改善も女性を犠牲にして成し遂げられるべきではない」という主張に根ざしている。エコフェミニストの関心は環境団体に関わるフェミニスト研究者たちによって取り上げられている。たとえば、全米女性健康ネットワークによる産業および環境健康に関する研究、「女性・人口・環境委員会」による人口管理に関する環境的アプローチへの批判などである。 

### クィア・エコロジー
クィア・エコロジーは異性愛規範的環境理論を覆すことを目的とし、多くはエコフェミニズムや環境正義の視点に基づいている。その影響力の高まりに応じ多くのLGBT+環境運動が生まれている。たとえば「アウト・フォー・サステナビリティ（Out for Sustainability）」は、LGBT+の人々の防災およびレジリエンスを促進する団体であり、「クィア・エコジャスティス・プロジェクト（Queer Ecojustice Project）」はクィア・エコロジー/環境正義を地域社会で推進し、「クィアーズ・X・クライメート（Queers X Climate）」は会員に炭素排出量を50％削減することを誓約させる国際組織である。

## 環境正義国際ネットワーク
以下は主要な国際的社会運動団体の一覧である：
- フランスではAlternatibaイベントまたは「代替の村」が数多く開催されており、気候変動や環境正義の欠如に対抗するための数百の代替策を提示し人々の意識を高め、行動変容を促している。これらのイベントは、ビルバオ・ブリュッセル・ジュネーブ・リヨン・パリなど、60以上のヨーロッパの都市で開催されてきた、あるいは開催予定である。
- Amazon Watch[210]：エクアドル・ペルー・コロンビア・ブラジルのアマゾン流域における熱帯雨林と先住民族の権利保護を訴える団体
- Basel Action Network：富裕国から発展途上国への有害廃棄物輸出を阻止する活動[211]
- EJAtlas[212]：世界各地の環境正義問題を記録する活動家研究者のネットワーク
- EJOLT（Environmental Justice Organisations, Liabilities and Trade）：欧州委員会（ECEC）の支援を受けた多国間プロジェクトで20カ国の市民団体と大学が事例研究を構築し、世界中の組織と連携し環境正義のグローバル地図を作成している[213]。
- 英国NGOであるEnvironmental Justice Foundationは、環境安全保障の必要性と基本的人権の擁護との直接的な関連を訴え[214]、環境問題と社会的不正義を結びつけるキャンペーンを複数展開してきた。彼らの違法・未報告・無規制（IUU）漁業に対するキャンペーンは、「海賊」漁師が地域の伝統的な漁業コミュニティから食糧を奪っていることを強調した[215][216]。またウズベキスタンの綿花生産に関する環境的・人権的虐待を暴露するキャンペーンも展開している。ウズベキスタン産の綿花は、しばしば子供たちによって無報酬または低賃金で収穫されている。さらに灌漑水資源の誤った管理がアラル海をほぼ消滅させた[217]。Environmental Justice Foundationは、Wal-martやTescoといった大手小売業者にウズベキスタン産綿花の販売停止を働きかけることに成功した[218]。
- GAIA（Global Anti-Incinerator Alliance）：焼却以外の廃棄物処理法を模索し77か国以上で活動
- GR（Global Response）：人権と生態系の保護について活動家や労働者層への教育を実施
- Global Witness：天然資源の搾取に関連する環境/人権侵害・汚職・紛争を調査・告発する国際NGO
- Greenpeace International：環境正義の国際的象徴的団体で、有害廃棄物の越境貿易問題に対する意識を高めている
- Health Care without Harm：医療業界の環境への影響を減らし公衆衛生の改善を目指す団体[219]
- Indigenous Environmental Network：北米先住民族の団体によるネットワークで、環境保護と持続可能な開発を推進
- International Campaign for Responsible Technology：電子機器産業における企業および政府の責任追及と環境影響の軽減を推進
- International POPs Elimination Network：残留性有機汚染物質（POPs）の使用を削減・廃止するための国際ネットワーク
- NDN Collective[220]：先住民族主導の団体で「土地返還」などのキャンペーンを支援し、先住民族への土地の返還を目指す
- PAN（Pesticide Action Network）：有害農薬の使用を環境上安全な代替手段に置き換える活動を行う[221]
- Red Latinoamericana de Mujeres Defensoras de Derechos Ambientales[222]：ラテンアメリカにおける女性環境擁護者の権利と環境保護を推進する地域ネットワーク

## 引用
1. 1 2  Size, Julie; London, Jonathan K. (July 2008). “Environmental Justice at the Crossroads” (英語). Sociology Compass 2 (4):  1331–1354. doi:10.1111/j.1751-9020.2008.00131.x.
2. 1 2 3  Malin, Stephanie (June 25, 2019). “Environmental justice and natural resource extraction: intersections of power, equity and access”. Environmental Sociology 5 (2):  109–116. Bibcode: 2019EnvSo...5..109M. doi:10.1080/23251042.2019.1608420.
3. 1 2  Adeola, Francis (2001). “Environmental Injustice and Human Rights Abuse: The States, MNCs, and Repression of Minority Groups in the World System”. Human Ecology Review 8 (1):  39–59. JSTOR 24707236.
4. 1 2 3  Busscher, Nienke; Parra, Constanza; Vanclay, Frank (2020). “Environmental justice implications of land grabbing for industrial agriculture and forestry in Argentina”. Journal of Environmental Planning and Management 63 (3):  500–522. Bibcode: 2020JEPM...63..500B. doi:10.1080/09640568.2019.1595546.
5. 1 2  Downey, Liam (November 20, 2010). “Natural Resource Extraction, Armed Violence, and Environmental Degradation”. Organization and Environment 23 (4):  417–445. doi:10.1177/1086026610385903. PMC 3169238. PMID 21909231.
6. ↑  Lerner, Steve (2006). Diamond: A Struggle for Environmental Justice in Louisiana's Chemical Corridor. MIT Press. ISBN 978-0-262-25018-4[要ページ番号]
7. 1 2 3  Joan Martinez-Alier『The Environmentalism of the Poor - A Study of Ecological Conflicts and Valuation』Edward Elgar Publishing。
8. 1 2  Scheidel, Arnim (July 2020). “Environmental conflicts and defenders: A global overview”. Global Environmental Change 63:  102104. Bibcode: 2020GEC....6302104S. doi:10.1016/j.gloenvcha.2020.102104. PMC 7418451. PMID 32801483.
9. ↑  Martinez-Alier, Joan; Temper, Leah; Del Bene, Daniela; Scheidel, Arnim (3 May 2016). “Is there a global environmental justice movement?”. The Journal of Peasant Studies 43 (3):  731–755. doi:10.1080/03066150.2016.1141198.
10. ↑  “Indigenous Leaders at the Frontlines of Environmental Injustice and Solutions” (英語). www.nrdc.org (2021年10月11日). 2025年6月9日閲覧。
11. ↑  Park, Jenny; Reid, Deborah; Norris, Kim (October 2003). Not in My Backyard: Executive Order 12,898 and Title VI as Tools for Achieving Environmental Justice. Washington, D.C.: U.S. Commission on Civil Rights. p. 13 2025年1月26日閲覧。
12. ↑  Funes, Yessenia (October 2023). “The Father of Environmental Justice Exposes the Geography of Inequity”. Nature (Springer Nature) 621 (7979):  S25–S29. Bibcode: 2023Natur.621S..25F. doi:10.1038/d41586-023-02613-6. PMID 37730875 2025年1月26日閲覧。.
13. ↑  “The origins of environmental justice—and why it's finally getting the attention it deserves”. National Geographic.   National Geographic Partners. 2025年1月26日閲覧。
14. ↑  Kertzner Ron and Bruce Siceloff (December 21, 1978). “Warren Co. site eyed as PCB burial ground.” Raleigh News & Observer.
15. ↑  Alamance, Chatham. Edgecomb, Franklin, Granville, Halifax, Harnett, Johnston, Lee,, Nash, Person, Wake, Warren, Wilson Counties, (1979) Draft Negative Declaration of Soil Contaminated with PCBs along Highway Shoulders in North Carolina.
16. ↑  Simmons, Betsy (October 5, 1982) “Fort Brag soil To Be Brought In,” Henderson Daily Dispatch, pg 1.
17. ↑  Geiser, Ken; Waneck, Gerry (July–August 1983). “PCBs and WARREN COUNTY”. Science for the People 15 (4):  13–17.
18. ↑  Pearsall, Chip (December 29, 1978). “PCB storage plan unearths opposition in Warren,” Raleigh News & Observer.
19. ↑  Atwater, Will (2023年10月20日). “From outliers to luminaries: Warren County's PCB protests get mainstream attention as more communities grapple with environmental justice issues made worse by climate change” (英語). North Carolina Health News. 2024年5月2日閲覧。
20. ↑  “From the Archives: Dumping on Warren County | Facing South”. www.facingsouth.org. 2024年5月2日閲覧。
21. ↑  “VOICES: Ben Chavis on the environmental justice movement's past and future | Facing South”. www.facingsouth.org. 2024年5月2日閲覧。
22. ↑  “A Movement Is Born: Environmental Justice and the UCC” (英語). United Church of Christ. 2024年5月2日閲覧。
23. ↑  Chavis, Benjamin (1987). “Toxic Wastes and Race in The United States”. Commission for Racial Justice.
24. ↑  II, Vann R. Newkirk (2016-01-16). “Fighting Environmental Racism in North Carolina”. The New Yorker 2024年5月2日閲覧。.
25. ↑  Toxic Wastes and Race in the United States: A National Report on the Racial and Socio-economic Characteristics of Communities with Hazardous Waste Sites (PDF) (Report). Commission for Racial Justice, United Church of Christ. 1987.
26. ↑  Perez, Alejandro Colsa (2015). “Evolution of the environmental justice movement: activism, formalization and differentiation”. Environmental Research Letters 10 (10):  105002. Bibcode: 2015ERL....10j5002C. doi:10.1088/1748-9326/10/10/105002.
27. 1 2 3  『From the Ground Up - Environmental Racism and the Rise of the Environmental Justice Movement』NYU Press。
28. ↑  Britton-Purdy, Jedediah (2016年12月7日). “Environmentalism Was Once a Social-Justice Movement”. The Atlantic
29. ↑  Morrison, Denton (September 1986). “Environmentalism and elitism: a conceptual and empirical analysis”. Environmental Management (New York) 10 (5):  581–589. Bibcode: 1986EnMan..10..581M. doi:10.1007/BF01866762.
30. 1 2 3 4   As Long As Grass Grows The Indigenous Fight For Environmental Justice, From Colonization To Standing Rock By Dina Gilio Whitaker
31. ↑  “Presidential Documents, Federal Actions To Address Environmental Justice in Minority Populations and Low-Income Populations”. 2025年6月13日閲覧。
32. ↑  Welch, Kaniqua (2021年11月17日). “30th anniversary of 1st National People of Color Environmental Leadership Summit – looking back, looking forward” (英語). Kresge Foundation. 2024年5月2日閲覧。
33. 1 2  Bullard, Robert D (Winter 2002). “Confronting Environmental Racism in the Twenty-First Century”. Global Dialogue 4 (1):  34–48. ProQuest 211519773.
34. ↑  “Principles of Environmental Justice”. www.ejnet.org. 2025年6月15日閲覧。
35. ↑  “環境正義（環境的正義・環境公正・環境的公正）［Environmental Justice］”. Asle-Japan／文学・環境学会. 2025年6月15日閲覧。
36. ↑  Bullard, Robert (2019). “Addressing Environmental Racism”. Journal of International Affairs 73 (1):  237–242. JSTOR 26872794.
37. ↑  “Climate finance justice: International perspectives on climate policy, social justice, and capital”. Climatic Change 161 (2):  243–249. (July 2020). Bibcode: 2020ClCh..161..243.. doi:10.1007/s10584-020-02790-7.
38. ↑  “Bali Principles of Climate Justice”. EJnet.org (2002年8月29日). 2025年5月29日閲覧。
39. ↑  “Bali Principles of Climate Justice | corpwatch”. www.corpwatch.org. 2025年6月1日閲覧。
40. ↑  Program, International Climate Justice (2022年8月26日). “Looking Back on Bali” (英語). RLS-NYC. 2025年6月16日閲覧。
41. ↑  Colquette, Kelly Michelle; Robertson, Elizabeth A Henry (1991). “Environmental Racism: The Causes, Consequences, and Commendations”. Tulane Environmental Law Journal 5 (1):  153–207. JSTOR 43291103.
42. ↑  “The Environmental Justice Movement”. National Resource Defense Council (2016年3月17日). 2011年4月23日閲覧。
43. 1 2  Martinez-Alier, Joan; Shmelev, Stanislav (December 2014). “Between activism and science: grassroots concepts for sustainability coined by Environmental Justice Organizations”. Journal of Political Ecology 21 (1):  21124. Bibcode: 2014JPolE..2121124M. doi:10.2458/v21i1.21124. hdl:1765/95590.
44. ↑  Pulido, Laura; De Lara, Juan (March 2018). “Reimagining 'justice' in environmental justice: Radical ecologies, decolonial thought, and the Black Radical Tradition”. Environment and Planning E: Nature and Space 1 (1–2):  76–98. Bibcode: 2018EnPlE...1...76P. doi:10.1177/2514848618770363.
45. ↑  Pellow, David; Vazin, Jasmine (19 July 2019). “The Intersection of Race, Immigration Status, and Environmental Justice”. Sustainability 11 (14):  3942. Bibcode: 2019Sust...11.3942P. doi:10.3390/su11143942.
46. ↑  Pulido, Laura (August 2017). “Geographies of race and ethnicity II: Environmental racism, racial capitalism and state-sanctioned violence”. Progress in Human Geography 41 (4):  524–533. doi:10.1177/0309132516646495.
47. ↑  Madrigano, Jaime; Calvo Hernandez, Carlos; Stephenson, Scott; Chari, Ramya; Gahlon, Grace; Huttinger, Alexandra; Siddiqi, Sameer M.; Preston, Benjamin L. (23 August 2021). “Environmental Racism: The Relationship Between Historical Residential Redlining and Current Environmental Hazards”. ISEE Conference Abstracts 2021 (1). doi:10.1289/isee.2021.O-LT-061.
48. ↑  “Environmental Justice – LAMC” (英語). 2025年6月17日閲覧。
49. ↑  Wilson, Sacoby; Campbell, Dayna; Dalemarre, Laura; Fraser-Rahim, Herb; Williams, Edith (December 2014). “A Critical Review of an Authentic and Transformative Environmental Justice and Health Community - University Partnership” (English). International Journal of Environmental Research and Public Health 11 (12):  12817–12834. doi:10.3390/ijerph111212817. ISSN 1661-7827. PMC 4276648. PMID 25514142. ProQuest 1644455032.
50. ↑  Álvarez, L.; Coolsaet, B (2020). “Decolonizing environmental justice studies: a Latin American perspective”. Capitalism Nature Socialism 31 (2):  50–69. doi:10.1080/10455752.2018.1558272.
51. ↑  Rodríguez, I.; Inturias, M. L (2018). “Conflict transformation in indigenous peoples' territories: doing environmental justice with a 'decolonial turn'”. Development Studies Research 5 (1):  90–105. doi:10.1080/21665095.2018.1486220.
52. ↑  Kennedy, Amanda; Schafft, Kai A.; Howard, Tanya M. (3 August 2017). “Taking away David's sling: environmental justice and land-use conflict in extractive resource development”. Local Environment 22 (8):  952–968. Bibcode: 2017LoEnv..22..952K. doi:10.1080/13549839.2017.1309369.
53. ↑  Jeffries, Elisabeth. “What price environmental justice?”. 2011年8月7日時点のオリジナルよりアーカイブ。2011年4月24日閲覧。
54. ↑  “Cost Barriers to Environmental Justice”. 2011年4月24日閲覧。
55. ↑  Nguyen, Melina (2023年2月2日). “Extreme Heat Disproportionately Impacts LGBTQIA+ Communities, Say Experts”. PBS. 2025年7月1日閲覧。
56. ↑  Grubb, Elizabeth (2023年6月26日). “Let’s Talk About Environmental Justice this Pride Month”. San Francisco Water Power Sewer. 2025年7月1日閲覧。
57. ↑  Premkumar, Shanthuru (2023年6月1日). “The disproportionate impact of climate crisis on the LGBTQIA2S+ community”. Greenpeace. 2025年7月1日閲覧。
58. ↑  “Environmental Classism: Unveiling the Link between Urban Planning and Disease Spread in Impoverished Neighborhoods of the United States | YIP Institute” (英語). yipinstitute.org. 2025年5月8日閲覧。
59. ↑  Collins, Mary B; Munoz, Ian; JaJa, Joseph (1 January 2016). “Linking 'toxic outliers' to environmental justice communities”. Environmental Research Letters 11 (1):  015004. Bibcode: 2016ERL....11a5004C. doi:10.1088/1748-9326/11/1/015004.
60. 1 2  Gochfeld, Michael; Burger, Joanna (December 2011). “Disproportionate Exposures in Environmental Justice and Other Populations: The Importance of Outliers”. American Journal of Public Health 101 (S1):  S53–S63. doi:10.2105/ajph.2011.300121. PMC 3222496. PMID 21551384.
61. ↑  Bick, Rachel; Halsey, Erika; Ekenga, Christine C. (December 2018). “The global environmental injustice of fast fashion”. Environmental Health 17 (1):  92. Bibcode: 2018EnvHe..17...92B. doi:10.1186/s12940-018-0433-7. PMC 6307129. PMID 30591057.
62. ↑  Clapp, Jennifer (2002). “The Distancing of Waste: Overconsumption in a Global Economy”. Confronting Consumption. pp. 155–176. doi:10.7551/mitpress/2097.003.0010. ISBN 978-0-262-28192-8
63. 1 2  David Naguib Pellow『Resisting Global Toxics - Transnational Movements for Environmental Justice』MIT Press。
64. ↑  Park, Rozelia (April 1998). “An Examination of International Environmental Racism Through the Lens of Transboundary Movement of Hazardous Wastes”. Indiana Journal of Global Legal Studies 5 (2).
65. ↑  Cunningham, William P & Mary A (2004). Principles of Environmental Science. McGrw-Hill Further Education. p. Chapter 13, Further Case Studies. ISBN 0072919833
66. ↑  “Washington State Missing and Murdered Indigenous Women and People Task Force | Washington State”. www.atg.wa.gov. 2025年6月22日閲覧。
67. ↑  “May 5 National Day of Awareness Missing and Murdered Indigenous Women, Girls, Two-Spirit, and Indigenous Peoples | News Center”. news.northseattle.edu. 2025年6月22日閲覧。
68. 1 2  Eichhorn, S. J. (2022). “Resource extraction as a tool of racism in West Papua”. The International Journal of Human Rights 27 (6):  994–1016. doi:10.1080/13642987.2022.2036722. hdl:1983/1ee30efe-5b84-4078-947a-07fb063ce883.
69. ↑  Reclaiming Power and Place: The Final Report of the National Inquiry into Missing and Murdered Indigenous Women and Girls (PDF) (Report). Vol. 1a. p. 728. ISBN 978-0-660-29274-8. CP32-163/2-1-2019E-PDF
70. ↑  “Mapping Environmental Justice”. EJAtlas. 2025年7月1日閲覧。
71. 1 2  Dorninger, Christian; Hornborg, Alf; Abson, David J.; von Wehrden, Henrik; Schaffartzik, Anke; Giljum, Stefan; Engler, John-Oliver; Feller, Robert L. et al. (January 2021). “Global patterns of ecologically unequal exchange: Implications for sustainability in the 21st century”. Ecological Economics 179:  106824. Bibcode: 2021EcoEc.17906824D. doi:10.1016/j.ecolecon.2020.106824.
72. ↑  Hickel, Jason; Dorninger, Christian; Wieland, Hanspeter; Suwandi, Intan (March 2022). “Imperialist appropriation in the world economy: Drain from the global South through unequal exchange, 1990–2015”. Global Environmental Change 73:  102467. Bibcode: 2022GEC....7302467H. doi:10.1016/j.gloenvcha.2022.102467.
73. ↑  Hickel, Jason; Sullivan, Dylan; Zoomkawala, Huzaifa (2 November 2021). “Plunder in the Post-Colonial Era: Quantifying Drain from the Global South Through Unequal Exchange, 1960–2018”. New Political Economy 26 (6):  1030–1047. doi:10.1080/13563467.2021.1899153.
74. ↑  Hickel, J. (2020). “Quantifying national responsibility for climate breakdown: an equality-based attribution approach for carbon dioxide emissions in excess of the planetary boundary”. The Lancet Planetary Health 4 (9):  e399–e404. doi:10.1016/S2542-5196(20)30196-0. PMID 32918885.
75. ↑  Glade, Sara; Ray, Isha (April 2022). “Safe drinking water for small low-income communities: the long road from violation to remediation”. Environmental Research Letters 17 (4):  044008. Bibcode: 2022ERL....17d4008G. doi:10.1088/1748-9326/ac58aa.
76. ↑  UN-Water. “Quality and Wastewater” (英語). UN-Water. 2022年8月29日閲覧。
77. ↑  “Wastewater resource recovery can fix water insecurity and cut carbon emissions” (英語). European Investment Bank. 2022年8月29日閲覧。
78. ↑  “Water and Sanitation - United Nations Sustainable Development” (英語). www.un.org. 2022年8月29日閲覧。
79. ↑  Duignan, Sarah; Moffat, Tina; Martin-Hill, Dawn (27 October 2020). “Using Boundary Objects to Co-Create Community Health and Water Knowledge with Community-Based Medical Anthropology and Indigenous Knowledge”. Engaged Scholar Journal: Community-Engaged Research, Teaching, and Learning 6 (1):  49–76. doi:10.15402/esj.v6i1.68178.
80. ↑  Muigua, K., & Kariuki, F. (2015). Towards Environmental Justice in Kenya. http://kmco.co.ke/wp-content/uploads/2018/08/Towards-Environmental-Justice-in-Kenya-1st-September-2017.pdf
81. ↑  “Oil clean-up pledge divides Nigerians” (英語). BBC News. (2016年6月28日) 2025年6月6日閲覧。
82. ↑  “UNPO: Ogoni: Niger Delta Bears Brunt after Fifty Years of Oil Spills”. unpo.org (2009年11月2日). 2022年11月13日閲覧。
83. ↑  Vidal, John (2010年5月29日). “Nigeria's agony dwarfs the Gulf oil spill. The US and Europe ignore it”. The Observer
84. 1 2  “Nigeria, The Ogoni Crisis, Vol. 7, No. 5”.   Human Rights Watch (1995年7月). 2014年12月15日閲覧。
85. 1 2  Osaghae, Eghosa E. (1995). “The Ogoni Uprising: Oil Politics, Minority Agitation and the Future of the Nigerian State”. African Affairs 94 (376):  325–344. doi:10.1093/oxfordjournals.afraf.a098833. JSTOR 723402.
86. 1 2  Agbonifo, John (2009). “Oil, Insecurity, and Subversive Patriots in the Niger Delta: The Ogoni as Agent of Revolutionary Change”. Journal of Third World Studies 26 (2):  71–106. JSTOR 45194563.
87. ↑  Owolabi, Tife (2025年1月21日). “Nigerian green groups protest at planned return of oil drilling in Ogoniland”. Reuters. 2025年7月1日閲覧。
88. ↑  Nixon, Rob (2011). Slow Violence and the Environmentalism of the Poor. Harvard University Press (March 13, 2013発行). ISBN 9780674072343
89. ↑  Spitulnik, Debra (2011). “Small Media Against Big Oil (Nigeria)”. In Downing, John D. H.. Encyclopedia of Social Movement Media. SAGE. p. 459. ISBN 978-0-7619-2688-7
90. 1 2 3 4  McDonald, David A『Environmental Justice in South Africa』Juta and Company Ltd.
Ohio University Press。
91. ↑  “Constitution of the Republic of South Africa, 1996 - Chapter 2: Bill of Rights | South African Government”. www.gov.za. 2025年6月24日閲覧。
92. ↑  Simons, H. J. (July 1961). “Death in South African mines”. Africa South 5 (4):  41–55 2020年1月22日閲覧。.
93. ↑  Berman, Y., Carbone, M., & Yang, H. (2022). Asbestos exposure and mesothelioma: current trends and future outlook. Clinical Lung Cancer, 23(6), e277–e283. https://doi.org/10.1016/j.cllc.2022.04.005
94. ↑  Diffenbaugh, N.; Burke, M. (2019). “Global warming has increased global economic inequality”. PNAS 116 (20):  9808–9813. Bibcode: 2019PNAS..116.9808D. doi:10.1073/pnas.1816020116. PMC 6525504. PMID 31010922.
95. ↑  “Climate change has worsened global economic inequality”. Earth.Stanford.edu (2019年4月22日). 2019年4月22日閲覧。
96. ↑  “Living along a 'dead' river in Bangladesh” (英語). Reuters. (2023年4月19日) 2025年6月3日閲覧。
97. ↑  Saifuddin. “Dead rivers: The cost of Bangladesh's garment-driven economic boom” (英語). Dhaka Tribune. 2025年6月30日閲覧。
98. ↑  Maiko, Sakamoto,; Tofayel, Ahmed,; Salma, Begum,; Hamidul, Huq, (2019-01). “Water Pollution and the Textile Industry in Bangladesh: Flawed Corporate Practices or Restrictive Opportunities?” (英語). Sustainability 11 (7). doi:10.3390/. ISSN 2071-1050.
99. ↑  “Water Unequal Exchange: Embedded Groundwater, Chemicals, and Wastewater in Textile Trade from Bangladesh to the EU and the USA (2000–2023)”. 2025年6月30日閲覧。
100. 1 2 3  Pearce, Fred (2018年4月17日). “How a 'Toxic Cocktail' Is Posing a Troubling Health Risk in China's Cities”. Yale E360
101. ↑  Kao, Ernest (2018年10月2日). “1 million dead and US$38 billion lost: the price of China's air pollution”. South China Morning Post
102. ↑  Aspinall, Edward (2007). “The Construction of Grievance: Natural Resources and Identity in a Separatist Conflict”. The Journal of Conflict Resolution 51 (6):  950–972. doi:10.1177/0022002707307120. hdl:1885/29992. JSTOR 27638587.
103. ↑  Arcioni, Elisa; Mitchell, Glenn (June 2005). “Environmental Justice in Australia: When the RATS Became IRATE”. Environmental Politics 14 (3):  363–379. Bibcode: 2005EnvPo..14..363A. doi:10.1080/09644010500087590.
104. ↑  “Radioactive waste and the nuclear war on Australia's Aboriginal people” (英語). theecologist.org (2016年7月). 2023年2月6日閲覧。
105. ↑  “Climate Justice: What does it mean?” (英語). The Commons Social Change Library (2023年9月19日). 2024年7月8日閲覧。
106. ↑  “Home | Tjiwarl Aboriginal Corporation”. tjiwarl.org.au. 2025年6月24日閲覧。
107. ↑  “A decade longe battle against Yeelirrie uranium mine led by Tjiwarl women, Australia | EJAtlas” (英語). Environmental Justice Atlas (2019年12月8日). 2023年5月18日閲覧。
108. ↑  Commons Librarian (2023年12月22日). “Campaigns that Changed the Northern Territory” (英語). The Commons Social Change Library. 2024年7月8日閲覧。
109. ↑  EJAtlas Team (M.L) (2022年7月13日). “Santos' Barossa offshore gas "scraping the bottom of the barrel" in Timor Sea, NT, Australia | EJAtlas” (英語). Environmental Justice Atlas. 2023年5月18日閲覧。
110. ↑  “WestConnex Highway Project, Sydney and NSW, Australia | EJAtlas” (英語). Environmental Justice Atlas (2020年3月18日). 2023年5月18日閲覧。
111. 1 2  Steger, Tamara; Filcak, Richard (March 2008). “Articulating the Basis for Promoting Environmental Justice in Central and Eastern Europe”. Environmental Justice 1 (1):  49–53. Bibcode: 2008EnvJ....1...49S. doi:10.1089/env.2008.0501.
112. ↑  Ganzleben, Catherine; Kazmierczak, Aleksandra (December 2020). “Leaving no one behind – understanding environmental inequality in Europe”. Environmental Health 19 (1):  57. Bibcode: 2020EnvHe..19...57G. doi:10.1186/s12940-020-00600-2. PMC 7251658. PMID 32460849.
113. ↑  Hayes, Wayland J. (June 1969). “Sweden Bans DDT”. Archives of Environmental Health 18 (6):  872. doi:10.1080/00039896.1969.10665507.
114. ↑  Breton, Mary Joy (2016-02-01) (英語). Women Pioneers For The Environment. Northeastern University Press. ISBN 9781555538552
115. ↑  Merchant, Carolyn (2012). “Ecofeminism”. Radical Ecology. pp. 193–222. doi:10.4324/9780203084212. ISBN 978-1-136-19015-5. "In Sweden, feminists prepare jam from berries sprayed with herbicides and offer a taste to members of parliament: they refuse."
116. 1 2  Johansen, Bruce E. (Bruce Elliott) (2002). “The Inuit's Struggle with Dioxins and Other Organic Pollutants”. The American Indian Quarterly 26 (3):  479–490. doi:10.1353/aiq.2003.0041.
117. ↑  Montano, Luigi; Pironti, Concetta; Pinto, Gabriella; Ricciardi, Maria; Buono, Amalia; Brogna, Carlo; Venier, Marta; Piscopo, Marina et al. (July 2022). “Polychlorinated Biphenyls (PCBs) in the Environment: Occupational and Exposure Events, Effects on Human Health and Fertility”. Toxics 10 (7):  365. Bibcode: 2022Toxic..10..365M. doi:10.3390/toxics10070365. PMC 9323099. PMID 35878270.
118. ↑  Pastor, Manuel (2001). Racial/ethnic Inequality in Environmental-hazard Exposure in Metropolitan Los Angeles. Policy Research Program, California Policy Research Center. OCLC 47019125[要ページ番号]
119. ↑  Michael Ash. “Justice in the Air: Tracking Toxic Pollution from America's Industries and Companies to Our States, Cities, and Neighborhoods”. 2011年7月25日時点のオリジナルよりアーカイブ。2011年5月12日閲覧。
120. ↑  Sandler, Ronald D.; Pezzullo, Phaedra C. (2007). Environmental Justice and Environmentalism: The Social Justice Challenge to the Environmental Movement. MIT Press. pp. 57–83. ISBN 978-0-262-19552-2
121. ↑  MPH, Kyle Ferrar (2016年4月29日). “Air Pollution in the Bay Area's Refinery Corridor” (英語). FracTracker Alliance. 2025年7月1日閲覧。
122. ↑  “Petrochemical Industry in East Bay North Coast Refinery Corridor” (英語). FracTracker Alliance. (2016年3月30日) 2017年3月18日閲覧。
123. ↑  Range Resources exec's well-site remarks drawing sharp criticism: Does Range avoid rich neighborhoods?—Pittsburgh Post-Gazette (April 18, 2016)
124. ↑  “What is the Superfund?” (英語). Duwamish River Community Coalition. 2023年11月27日閲覧。
125. ↑  “River For All” (英語). Duwamish River Community Coalition. 2023年11月27日閲覧。
126. ↑  “Environmental racism in Louisiana's 'Cancer Alley', must end, say UN human rights experts” (英語). UN News (2021年3月2日). 2022年6月30日閲覧。
127. ↑  James, Wesley (2012). “Uneven magnitude of disparities in cancer risks from air toxins”. International Journal of Environmental Research and Public Health 9 (12):  4365–4385. doi:10.3390/ijerph9124365. PMC 3546767. PMID 23208297.
128. 1 2 3  Shrader-Frechette, Kristin (2002). Environmental Justice. doi:10.1093/0195152034.001.0001. ISBN 978-0-19-515203-6[要ページ番号]
129. ↑  Alfieri, Anthony V. (2014). “Paternalistic Interventions in Civil Rights and Poverty Law: A Case Study of Environmental Justice”. Michigan Law Review 112 (6):  1157–1177. JSTOR 23813069. SSRN 2354382. ProQuest 1522269740.
130. ↑  “Natives of historically Black West Grove demand action for 'Old Smokey' soil contamination” (英語). WLRN (2024年12月12日). 2025年7月1日閲覧。
131. ↑  Salas, Renee N. (9 September 2021). “Environmental Racism and Climate Change — Missed Diagnoses”. New England Journal of Medicine 385 (11):  967–969. doi:10.1056/NEJMp2109160. PMID 34407333.
132. ↑  EJOLT. “Offshore Oil drilling, Belize | EJAtlas” (英語). Environmental Justice Atlas. 2023年5月6日閲覧。
133. ↑  Hershowitz, Ari (2008). “A Solid Foundation: Belize's Chalillo Dam and Environmental Decisionmaking”. Ecology Law Quarterly 35 (1):  73–105. ISSN 0046-1121. JSTOR 44321074 2023年2月13日閲覧。.
134. ↑  Barcott, Bruce (2009). The Last Flight of the Scarlet Macaw (Kindle ed.). New York: Random House Trade Paperbacks. pp. 508–511. ISBN 9780812973136
135. ↑  “Water contamination at Barrick's Veladero mine threatens health and human rights”. MiningWatch Canada (2022年12月2日). 2023年8月11日閲覧。
136. ↑  “International NGOs Stand with Dominicans Opposed to Pueblo Viejo Mine Expansion”. MiningWatch Canada (2021年10月4日). 2023年8月11日閲覧。
137. ↑  Ross, Kelsey (2015年7月15日). “Tarnished Medals”. NOW Magazine. 2023年8月11日閲覧。
138. ↑  Saunders, Sakura (2018年4月27日). “Struggles from Papua New Guinea and Dominican Republic represented at Barrick Gold AGM”. Toronto Media Co-op. 2023年8月11日閲覧。
139. ↑  “Relocation Now, Mine-Affected Communities in the D.R. and their Allies tell Barrick Gold”. Center for Human Rights & Global Justice.   NYU School of Law (2023年5月1日). 2023年8月11日閲覧。
140. ↑  editor., Bull, Benedicte, 1969- editor. Aguilar-Stoen, Mariel (13 November 2014). Environmental politics in Latin America : elite dynamics, the left tide and sustainable development. Routledge. ISBN 978-1-317-65379-0. OCLC 1100656471
141. ↑  Copeland, Nicholas (2018-06-10). “Linking the defence of territory to food sovereignty: Peasant environmentalisms and extractive neoliberalism in Guatemala”. Journal of Agrarian Change 19 (1):  21–40. doi:10.1111/joac.12274. ISSN 1471-0358.
142. ↑  editor., Bull, Benedicte, 1969- editor. Aguilar-Stoen, Mariel (13 November 2014). Environmental politics in Latin America : elite dynamics, the left tide and sustainable development. Routledge. ISBN 978-1-317-65379-0. OCLC 1100656471
143. ↑  “Pacific Rim at El Dorado mine, El Salvador | EJAtlas” (英語). Environmental Justice Atlas (2022年2月14日). 2023年5月18日閲覧。
144. ↑  “Honduras” (英語). Global Witness. 2023年5月6日閲覧。
145. ↑  Bullard, Robert D.; Johnson, Glenn S. (January 2000). “Environmentalism and Public Policy: Environmental Justice: Grassroots Activism and Its Impact on Public Policy Decision Making”. Journal of Social Issues 56 (3):  555–578. doi:10.1111/0022-4537.00184.
146. ↑  “Slain Mexican activist Mariano Abarca’s supporters contest federal watchdog’s refusal to probe case” (英語). The Globe and Mail. (2021年11月8日).  オリジナルの2021年11月10日時点におけるアーカイブ。 2023年6月13日閲覧。
147. ↑  “Supporters of slain Mexican mining activist take case against Canada to international body”. CBC. (2023年6月7日).  オリジナルの2023年6月8日時点におけるアーカイブ。 2023年6月13日閲覧。
148. ↑  Pskowski, Martha (2019年12月31日). “Latin American environmentalists face looming threats of violence” (英語). Canada's National Observer. 2022年8月19日時点のオリジナルよりアーカイブ。2023年6月13日閲覧。
149. ↑  “Anti-Mining Activist Mariano Abarca Assassinated in Chiapas.”.   La Jornada/The Dominion & Media Co-op (2009年12月1日). 2011年7月7日時点のオリジナルよりアーカイブ。2009年12月20日閲覧。
150. ↑  “Calgary-owned mine shut in Mexico.”.   CBC News (2009年12月10日). 2009年12月12日時点のオリジナルよりアーカイブ。2009年12月20日閲覧。
151. ↑  Baram, Marcus (2009年12月15日). “Mariano Abarca, Activist, Allegedly Killed By Mine Workers in Mexico.”. Huffington Post.  オリジナルの2009年12月19日時点におけるアーカイブ。 2009年12月20日閲覧。
152. ↑  “Defending Tomorrow” (英語). Global Witness. 2023年5月6日閲覧。
153. ↑  EJOLT. “Bajo la Alumbrera mine, Catamarca, Argentina | EJAtlas” (英語). Environmental Justice Atlas. 2023年5月6日閲覧。
154. ↑  EJOLT. “Belo Monte hydroelectric dam, Para, Brasil | EJAtlas” (英語). Environmental Justice Atlas. 2023年5月6日閲覧。
155. 1 2  Davidov, V (2010). “Aguinda v. Texaco Inc.: Expanding Indigenous "Expertise" Beyond Ecoprimitivism”. Journal of Legal Anthropology 1 (2):  147–164. doi:10.3167/jla.2010.010201.
156. ↑  Davidov, V (2010). “Aguinda v. Texaco Inc.: Expanding Indigenous 'Expertise' Beyond Ecoprimitivism”. Journal of Legal Anthropology 1 (2):  147–164. doi:10.3167/jla.2010.010201.
157. ↑  Kimerling, J. (2012). “Lessons from the Chevron Ecuador Litigation: The Proposed Intervenors' Perspective”. Stanford Journal of Complex Litigation 1:  241–301.
158. ↑  Hedges, C. (2020年8月27日). “The case of Steven Donziger and Chevron: How those who fight corporate tyranny are crushed”. Salon.  オリジナルの2021年1月4日時点におけるアーカイブ。 2021年1月20日閲覧。
159. ↑  Newmont-update Oxfamamerica April 2007  Archived May 1, 2008, at the Wayback Machine.
160. ↑  García, R., J. Miyashiro, C. Orejón and F. Pizarro (2014) Crecimiento urbano, cambio climático y ecosistemas frágiles: el caso de las lomas de Villa María del Triunfo en Lima Sur. Lima. Available online at: http://urbano.org.pe/descargas/investigaciones/PERU-HOY/PH-2014.pdf
161. ↑  Surma, Katie (2024年3月29日). “International Court Issues First-Ever Decision Enforcing the Right to a Healthy Environment”. Inside Climate News.  オリジナルの2024年4月6日時点におけるアーカイブ。
162. 1 2  Klinger, J.M. (2021). “Environmental Geopolitics and Outer Space”. Geopolitics 26 (3):  666–703. doi:10.1080/14650045.2019.1590340.
163. ↑  Redfield, P. (2001). Space in the tropics: From convicts to rockets in French Guiana. Berkeley: University of California Press. ISBN 978-0-520-92342-3[要ページ番号]
164. ↑  Marion, G.M.; Black, C.H.; Zedler, P.H. (1989). “The effect of extreme HCL deposition on soil acid neutralization following simulated shuttle rocket launches”. Water, Air, and Soil Pollution 43 (3–4):  345–363. Bibcode: 1989WASP...43..345M. doi:10.1007/BF00279201.
165. ↑  Carslaw, K.; Wirth, M.; Tsias, A.; Luo, B.; Dornbrack, A.; Leutbecher, M.; Volkert, H.; Renger, W. et al. (1998). “Particle microphysics and chemistry in remotely observed mountain polar stratospheric clouds”. Journal of Geophysical Research: Atmospheres 103 (D5):  5785–5796. Bibcode: 1998JGR...103.5785C. doi:10.1029/97JD03626.
166. ↑  Perlwitz, J.; Pawson, S.; Fogt, R.; Nielsen, J.; Neff, W. (2008). “Impact of stratospheric ozone hole recovery on Antarctic climate”. Geophysical Research Letters 35 (8):  L08714-n/a. Bibcode: 2008GeoRL..35.8714P. doi:10.1029/2008GL033317.
167. ↑  Pezzullo, Phaedra C.; Sandler, Ronald (2007). “Introduction: Revisiting the Environmental Justice Challenge to Environmentalism”. Environmental Justice and Environmentalism. pp. 1–24. doi:10.7551/mitpress/2781.003.0003. ISBN 978-0-262-28291-8
168. ↑  “Environmentalism vs. Environmental Justice | Sustainability | UMN Duluth”. sustainability.d.umn.edu. 2022年6月25日閲覧。
169. ↑  Adisa-Farrar, Teju (2023年2月2日). “How 600 Years of Environmental Violence Is Still Harming Black Communities” (英語). Earthjustice. 2025年5月9日閲覧。
170. ↑  Scicchitano, Dominic (2020年7月27日). “No Trespassing: The U.S. Environmental Movement’s Long History of Exclusion | Environmental Law Institute”. www.eli.org. 2025年5月9日閲覧。
171. 1 2  Reckien, Diana; Lwasa, Shuaib; Satterthwaite, David; McEvoy, Darryn; Creutzig, Felix; Montgomery, Mark; Schensul, Daniel; Balk, Deborah et al. (2018). “Equity, Environmental Justice, and Urban Climate Change”. Climate Change and Cities. pp. 173–224. doi:10.1017/9781316563878.013. ISBN 978-1-316-56387-8
172. 1 2  Moellendorf, Darrel (March 2015). “Climate Change Justice”. Philosophy Compass 10 (3):  173–186. doi:10.1111/phc3.12201.
173. ↑  Schlosberg, David; Collins, Lisette B. (May 2014). “From environmental to climate justice: climate change and the discourse of environmental justice”. WIREs Climate Change 5 (3):  359–374. Bibcode: 2014WIRCC...5..359S. doi:10.1002/wcc.275.
174. ↑  Haines, Andy (7 January 2004). “Health Effects of Climate Change”. JAMA 291 (1):  99–103. doi:10.1001/jama.291.1.99. PMID 14709582.
175. ↑  “Ocean Justice: Where Social Equity and the Climate Fight Intersect”. Yale Environment 360. 2023年12月18日閲覧。
176. ↑  Rice, Doyle; Voyles Pulver, Dinah (2023年12月7日). “Biden Administration announces first-ever Ocean Justice Strategy. What's that?”. USA today 2023年12月18日閲覧。
177. ↑   OCEAN JUSTICE STRATEGY. OCEAN POLICY COMMITTEE. (December 2023). p. 23 2023年12月18日閲覧。
178. ↑  Akbulut, Bengi; Demaria, Federico; Gerber, Julien-François; Martínez-Alier, Joan (2019-11-01). “Who promotes sustainability? Five theses on the relationships between the degrowth and the environmental justice movements”. Ecological Economics 165:  106418. Bibcode: 2019EcoEc.16506418A. doi:10.1016/j.ecolecon.2019.106418. ISSN 0921-8009.
179. ↑  Martinez-Alier, Joan; Temper, Leah; Del Bene, Daniela; Scheidel, Arnim (2016-05-03). “Is there a global environmental justice movement?”. The Journal of Peasant Studies 43 (3):  731–755. doi:10.1080/03066150.2016.1141198. ISSN 0306-6150.
180. ↑  Hurtado Hurtado, Joshua; Hämäläinen, Vilma; Ruuska, Toni; Heikkurinen, Pasi (2025-02-17). “Care as pluriversal strategy? Caring in counter-hegemonic struggles in the degrowth and environmental justice movements”. Globalizations 22 (2):  263–283. Bibcode: 2025Glob...22..263H. doi:10.1080/14747731.2024.2373113. ISSN 1474-7731.
181. ↑  Martínez-Alier, Joan (2012-03-01). “Environmental Justice and Economic Degrowth: An Alliance between Two Movements”. Capitalism Nature Socialism 23 (1):  51–73. doi:10.1080/10455752.2011.648839. ISSN 1045-5752.
182. ↑  Perkins, Patricia E. (Ellie) (2019-06-01). “Climate justice, commons, and degrowth”. Ecological Economics 160:  183–190. Bibcode: 2019EcoEc.160..183P. doi:10.1016/j.ecolecon.2019.02.005. ISSN 0921-8009.
183. ↑  Rodríguez-Labajos, Beatriz; Yánez, Ivonne; Bond, Patrick; Greyl, Lucie; Munguti, Serah; Ojo, Godwin Uyi; Overbeek, Winfridus (2019-03-01). “Not So Natural an Alliance? Degrowth and Environmental Justice Movements in the Global South”. Ecological Economics 157:  175–184. Bibcode: 2019EcoEc.157..175R. doi:10.1016/j.ecolecon.2018.11.007. hdl:10230/56881. ISSN 0921-8009.
184. ↑  Muradian, Roldan (2019-07-01). “Frugality as a choice vs. frugality as a social condition. Is de-growth doomed to be a Eurocentric project?”. Ecological Economics 161:  257–260. Bibcode: 2019EcoEc.161..257M. doi:10.1016/j.ecolecon.2019.03.027. ISSN 0921-8009.
185. ↑  Gräbner-Radkowitsch, Claudius; Strunk, Birte (2023-11-01). “Degrowth and the Global South: The twin problem of global dependencies”. Ecological Economics 213:  107946. Bibcode: 2023EcoEc.21307946G. doi:10.1016/j.ecolecon.2023.107946. hdl:10419/273780. ISSN 0921-8009.
186. ↑  Hurtado Hurtado, Joshua; Glynos, Jason (2025-02-23). “Navigating desires beyond growth: the critical role of fantasy in degrowth's environmental politics and prefigurative ethics” (英語). Environmental Politics 34 (2):  367–389. Bibcode: 2025EnvPo..34..367H. doi:10.1080/09644016.2024.2353541. ISSN 0964-4016.
187. ↑  Schmelzer, Matthias; Nowshin, Tonny (2023-06-01). “Ecological Reparations and Degrowth: Towards a Convergence of Alternatives Around World-making After Growth” (英語). Development 66 (1):  15–22. doi:10.1057/s41301-023-00360-9. ISSN 1461-7072.
188. ↑   Radical Reproductive Justice. New York, NY: Feminist Press. (2017). ISBN 978-1-55861-437-6
189. ↑  Hoover, Elizabeth (2017). The River is In Us: Fighting Toxics in a Mohawk Community. Minneapolis, Minnesota: University of Minnesota Press. ISBN 9781517903039
190. ↑  Sillman, Jael (2016). Undivided Rights, Women of Color Organize for Reproductive Justice. Chicago, Illinois: Haymarket Books. pp. 126. ISBN 9781608466177
191. ↑  Environmental Inequality by Julie Gobert https://www.encyclopedie-environnement.org/en/society/environmental-inequalities/
192. ↑  Miller, G. Tyler Jr. (2003). Environmental Science: Working With the Earth (9th ed.). Pacific Grove, California: Brooks/Cole. p. G5. ISBN 0-534-42039-7
193. ↑  Sze, Julie (2018). Sustainability: Approaches to Environmental Justice and Social Power. NYU Press. ISBN 978-1-4798-9456-7[要ページ番号]
194. ↑  “Environmental Justice-Related Terms As Defined Across the PSC Agencies”. U.S. EPA (2013年5月13日). 2025年7月1日閲覧。
195. 1 2  Schlosberg, David (2002). Light, Andrew. ed. Moral and Political Reasoning in Environmental Practice. Cambridge, Massachusetts: The MIT Press. p. 79. ISBN 978-0-262-62164-9
196. ↑  Zwarteveen, Margreet Z.; Boelens, Rutgerd (23 February 2014). “Defining, researching and struggling for water justice: some conceptual building blocks for research and action”. Water International 39 (2):  143–158. Bibcode: 2014WatIn..39..143Z. doi:10.1080/02508060.2014.891168.
197. ↑  Temper, Leah (February 2019). “Blocking pipelines, unsettling environmental justice: from rights of nature to responsibility to territory”. Local Environment 24 (2):  94–112. Bibcode: 2019LoEnv..24...94T. doi:10.1080/13549839.2018.1536698.
198. ↑  “Confronting Environmental Racism in the - ProQuest”. www.proquest.com. 2025年6月4日閲覧。
199. 1 2  “What Environmental Justice Means in Indian Country” (英語). PBS SoCal (2017年3月6日). 2024年5月2日閲覧。
200. ↑  “In historic move, UN declares healthy environment a human right” (英語). UNEP (2022年7月28日). 2024年5月2日閲覧。
201. ↑  Nixon, Rob『Slow Violence and the Environmentalism of the Poor』Harvard University Press。
202. ↑  Vermeylen, Saskia (2019). “Special issue: environmental justice and epistemic violence”. Local Environment 24 (2):  89–93. Bibcode: 2019LoEnv..24...89V. doi:10.1080/13549839.2018.1561658. ISSN 1354-9839.
203. ↑  Holifield, Ryan (December 2018). “David Naguib Pellow, What is Critical Environmental Justice?: Cambridge UK and Medford MA, Polity Press, 2018, 206 pp.”. Review of Agricultural, Food and Environmental Studies 99 (3–4):  303–306. Bibcode: 2018RAFES..99..303H. doi:10.1007/s41130-018-0078-5.
204. ↑  Pellow, David N. (2018). What is critical environmental justice?. Cambridge, UK; Medford, MA, USA: Polity Press. ISBN 978-0-7456-7937-2
205. ↑  Pellow, David N. (2016). “Toward A Critical Environmental Justice Studies: Black Lives Matter as an Environmental Justice Challenge”. Du Bois Review: Social Science Research on Race 13 (2):  221–236. doi:10.1017/s1742058x1600014x.
206. ↑  Buckingham, Susan (2015). “Ecofeminism”. International Encyclopedia of the Social & Behavioral Sciences. pp. 845–850. doi:10.1016/B978-0-08-097086-8.91020-1. ISBN 978-0-08-097087-5
207. ↑  Kirk, Gwyn (1997). “Ecofeminism and Environmental Justice: Bridges across Gender, Race, and Class”. Frontiers: A Journal of Women Studies 18 (2):  2–20. doi:10.2307/3346962. JSTOR 3346962.
208. ↑  Sandilands, Catriona (2016年1月12日). “Queer Ecology” (英語). Keywords.   NYU Press. 2025年5月9日閲覧。
209. ↑  Richard-Craven, Maya (2022年6月17日). “Check Out These 4 LGBTQI Environmental Organizations”. Sierra. 2025年7月1日閲覧。
210. ↑  “Amazon Watch | Protecting the rainforest and our climate in solidarity with Indigenous peoples” (英語). 2025年7月1日閲覧。
211. ↑  “Basel Action Network”.   BAN. 2012年11月6日閲覧。
212. ↑  “Ej Atlas”. ejatlas.org. 2025年7月1日閲覧。
213. ↑  “Environmental Justice Organisations, Liabilities and Trade”.   EJOLT. 2012年11月6日閲覧。
214. ↑  “About Us”.   Environmental Justice Foundation. 2012年9月7日時点のオリジナルよりアーカイブ。2012年11月6日閲覧。
215. ↑  "Pirate fishing causing eco disaster and killing communities, says report" The Guardian, June 8, 2009, retrieved 8 October 2009
216. ↑  EJF. 2005. Pirates and Profiteers: How Pirate Fishing Fleets are Robbing People and Oceans. Environmental Justice Foundation, London, UK
217. ↑  “Cotton in Uzbekistan”.   Environmental Justice Foundation. 2010年4月10日時点のオリジナルよりアーカイブ。2009年10月8日閲覧。
218. ↑  Mathiason, Nick (2009年5月24日). “Uzbekistan forced to stop child labor”. The Observer 2016年5月14日閲覧。
219. ↑  “Health Care Without Harm”. noharm.org. 2025年7月1日閲覧。
220. ↑  Collective, N. D. N. (2025年6月14日). “Home” (英語). NDN COLLECTIVE. 2025年7月1日閲覧。
221. ↑  “Pesticide Action & Agroecology Network”. www.panna.org. 2025年7月1日閲覧。
222. ↑  “Red Latinoamericana de Mujeres Defensoras de Derechos Sociales y Ambientales”. www.redlatinoamericanademujeres.org. 2025年7月1日閲覧。

## 参考にした書籍
- Cole, Luke W.; Foster, Sheila R. (2001). From the Ground Up: Environmental Racism and the Rise of the Environmental Justice Movement. NYU Press. ISBN 978-0-8147-1537-6
- Klinger, Julie Michelle (2017). Rare Earth Frontiers: From Terrestrial Subsoils to Lunar Landscapes. Cornell University Press. ISBN 978-1-5017-1458-0
- Martinez-Alier, Joan (2002). The Environmentalism of the Poor. doi:10.4337/9781843765486. ISBN 978-1-84376-548-6
- McDonald, David A. (2002). Environmental Justice in South Africa. Juta and Company Ltd. ISBN 978-1-919713-66-3
- Nixon, Rob (2011). Slow Violence and the Environmentalism of the Poor. Harvard University Press. doi:10.4159/harvard.9780674061194. ISBN 978-0-674-06119-4. JSTOR j.ctt2jbsgw. OCLC 754842110
- Pellow, David Naguib (2007). Resisting Global Toxics: Transnational Movements for Environmental Justice. MIT Press. ISBN 978-0-262-26423-5
- Pellow, David Naguib (2017). What is Critical Environmental Justice?. John Wiley & Sons. ISBN 978-1-5095-2532-4
- Schlosberg, David (2007). Defining Environmental Justice. doi:10.1093/acprof:oso/9780199286294.001.0001. ISBN 978-0-19-928629-4

## 関連文献
- Bell, Karen (2015). “Can the capitalist economic system deliver environmental justice?”. Environmental Research Letters 10 (12):  125017. Bibcode: 2015ERL....10l5017B. doi:10.1088/1748-9326/10/12/125017. hdl:1983/5c7c9d17-dec3-4182-9d35-5efd75830ac8.
- Foster, John Bellamy; Clark, Brett; York, Richard (2010). The Ecological Rift: Capitalisms War on the Earth. NYU Press. ISBN 978-1-58367-219-8. JSTOR j.ctt9qg075
- Mohai, Paul; Pellow, David; Roberts, J. Timmons (November 2009). “Environmental Justice”. Annual Review of Environment and Resources 34 (1):  405–430. doi:10.1146/annurev-environ-082508-094348.
- Rosier, Paul C. Environmental Justice in North America (Routledge, 2024) online book review
- Ripple, William J.; Wolf, Christopher; van Vuuren, Detlef P.; Gregg, Jillian W.; Lenzen, Manfred (9 January 2024). “An environmental and socially just climate mitigation pathway for a planet in peril”. Environmental Research Letters 19 (2):  021001. Bibcode: 2024ERL....19b1001R. doi:10.1088/1748-9326/ad059e.
- Sandler, Ronald D.; Pezzullo, Phaedra C. (2007). Environmental Justice and Environmentalism: The Social Justice Challenge to the Environmental Movement. MIT Press. ISBN 978-0-262-19552-2
- Shiva, Vandana (2008). Soil Not Oil: Environmental Justice in a Time of Climate Crisis. South End Press. ISBN 978-0-89608-782-8
- Taylor, Dorceta E. (2016). The Rise of the American Conservation Movement: Power, Privilege, and Environmental Protection. Duke University Press. ISBN 978-0-8223-7397-1
- White, Robert (2004). Controversies in Environmental Sociology. Cambridge University Press. ISBN 978-1-139-45123-9
- Zehner, Ozzie (2012). Green Illusions: The Dirty Secrets of Clean Energy and the Future of Environmentalism. U of Nebraska Press. ISBN 978-0-8032-4336-1

- Wells, Christopher W. (2018). Environmental Justice in Postwar America: A Documentary Reader. University of Washington Press. ISBN 978-0-295-74369-1

### インタビュー
- Interview with Dr. Heather Eaton on the issue of Christianity and Ecological Literacy, Green Majority radio program, 13 July 2007.
- Interview with Dr. Christopher Lind on the issue of "Ecojustice" and Biblical Hermeneutics, Green Majority radio program, 21 December 2007.
- Ralston, Shane (2009). “Dewey and Leopold on the Limits of Environmental Justice”. Philosophical Frontiers 4 (1):  85.
- Parsons, Meg; Fisher, Karen; Crease, Roa Petra (2021). “Environmental Justice and Indigenous Environmental Justice”. Decolonising Blue Spaces in the Anthropocene. pp. 39–73. doi:10.1007/978-3-030-61071-5_2. ISBN 978-3-030-61070-8
- Democracy's Crisis: On the Political Contradictions of Financialized Capitalism